# Güterwagen der Deutschen Reichsbahn
Dieser Artikel behandelt die Entwicklung der Güterwagen der Deutschen Reichsbahn von ihrer Gründung im Jahr 1920 bis zur Deutschen Teilung im Jahr 1949.

## Allgemeine Entwicklungsgeschichte
Zwischen 1920 und 1945 durchlief der Güterwagenbau mehrere Entwicklungsstufen, die Fertigungstechnik veränderte sich grundlegend und schrittweise folgte der konstruktiven Aufbau der Güterwagen. Die Deutsche Reichsbahn bezeichnete diese Entwicklungsstufen als Bauarten und unterteilte die von ihr beschafften Güterwagen in
- Verbands- oder Einheitsbauart
- Austauschbauart
- Geschweißte Bauart
- Kriegsbauart

Weiterhin wurden Güterwagen, die bis etwa 1914 von den ehemaligen deutschen Staatsbahnen nach deren Konstruktionsrichtlinien beschafft worden waren als Länderbauarten, und solche, die im Zuge der nationalsozialistischen Annexions- und Kriegspolitik von fremden Bahnen zur Deutschen Reichsbahn gekommen waren, als Fremdbauarten bezeichnet. Wagentypen dieser Bauarten sind nicht Gegenstand dieses Artikels.
Während der Besatzungszeit 1945 bis 1949 kam der Fahrzeugbau in Deutschland zunächst zum Erliegen; die Waggonfabriken waren, sofern überhaupt noch betriebsfähig, mit Reparaturen ausgelastet. Die einzelnen in dieser Zeit modifiziert weiter gebauten Güterwagentypen der geschweißten Bauart und der Kriegsbauart sind in diesem Artikel mit aufgeführt.

Gedeckter Güterwagen nach Musterblatt A2 des Deutschen Staatsbahnwagenverbands

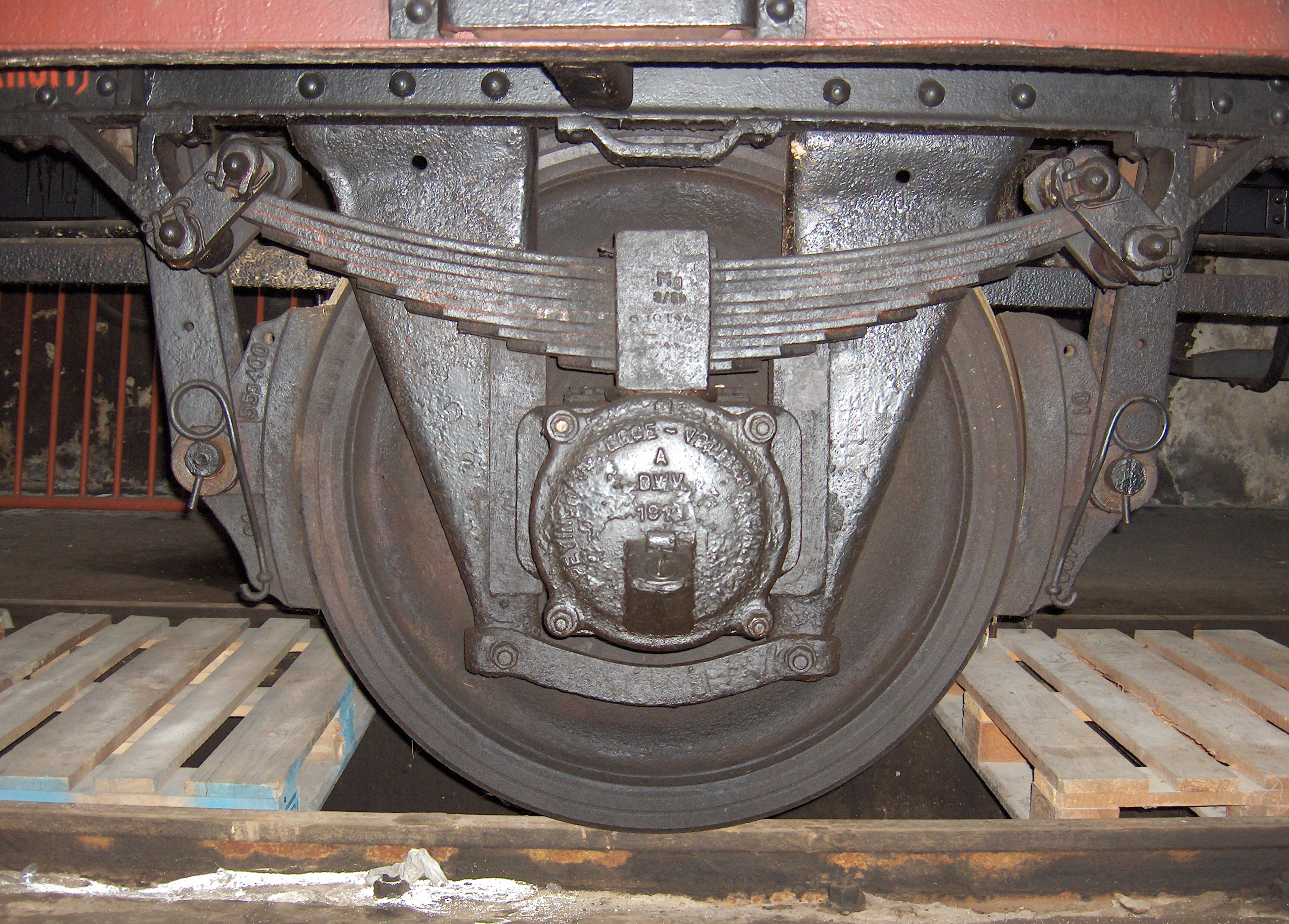
Radsatzlager der Verbandsbauart, hier an einem Rungenwagen (A4) Baujahr 1922 mit 10-lagigen und 1000 mm langen Blattfedern, Gleitlager, Laschenaufhängung und Bremse

### Verbands- oder Einheitsbauart
Bis etwa 1927 bezog die Deutsche Reichsbahn weiterhin Güterwagen nach den Entwürfen des Deutschen Staatsbahnwagenverbands (DWV), die sogenannten Verbandsbauarten. Da die Wagen bereits von allen Länderbahnen beschafft worden waren, und anders als bei Lokomotiven und Personenwagen keine Vereinheitlichung der Bauart mehr erforderlich war, bezeichnete sie die Deutsche Reichsbahn auch als Einheitsbauart. Außer Detailverbesserungen wurde die Konstruktion einiger Wagentypen allerdings weitergehend überarbeitet. So wurden z. B.
- bei den offenen Güterwagen nach Musterblatt A5 und den Klappdeckelwagen nach Musterblatt A6 der Achsstand einheitlich auf 3,5 m verlängert, um bessere Laufeigenschaften zu erreichen und Platz für den Einbau der Druckluftbremse zu schaffen;
- im Kastengerippe der offenen Güterwagen nach Musterblatt A10 die diagonalen Zugbänder durch Schrägstreben neben und Sprengwerke unter den Türen ersetzt, um einen stabileren Wagenkasten zu erhalten;
- die letzten Bauserien des Klappdeckelwagens bereits in den größeren Abmessungen des entsprechenden Wagens der Austauschbauart gebaut.

Die Ausrüstung neuer und Nachrüstung älterer Wagen der Verbandsbauart mit der Kunze-Knorr-Bremse ermöglichte das Fahren durchgehend druckluftgebremster Güterzüge mit einer Höchstgeschwindigkeit von 65 km/h. Gleichzeitig wurden keine Bremser mehr benötigt und so etwa 20 000 Arbeitsstellen eingespart.
Ausführlichere Informationen finden sich im Artikel Verbandsbauart.

### Austauschbauart
Schon früh begann die Deutsche Reichsbahn, im Sinne des Austauschbaus auf eine größere Anzahl genormter Teile bei ihren Wagen zu achten. Hierzu entwickelte der 1920 gebildete Allgemeine Wagennormungsausschuss (Awana) ergänzend zur DIN die entsprechenden Normen. Die genormten Teile mit geringer Fertigungstoleranz konnten freizügig zwischen den Fahrzeugen ausgetauscht werden, was eine effektivere Instandhaltung ermöglichte. Während die so gebauten Güterwagen gemeinhin als Austauschbauart bezeichnet werden, ist dieser Begriff im Bereich der Reisezugwagen lediglich für die Donnerbüchsen gebräuchlich. Im Güterwagenbau ist die Verwendung einzelner austauschbarer Bauteile oder Baugruppen ab 1923 belegt. Jedoch erst 1927 lagen die Normen komplett vor, weswegen dieses Jahr in der Regel als eigentlicher Beginn des Austauschbaus angegeben wird.
Diese Güterwagen der Austauschbauart basierten auf den überaus erfolgreichen Wagen der Verbandsbauart. Von den ursprünglich elf Bauarten wurden nur acht in nennenswerter Stückzahl im Austauschbau hergestellt. Drei Typen waren nicht mehr zeitgemäß:
- der kurze offene Güterwagen mit aushebbaren Borden (Musterblatt A1), von welchem nur 32 Exemplare gebaut wurden,
- der Drehschemelwagen (Musterblatt A5), dessen Aufgaben von den vierachsigen Schienenwagen übernommen wurden und von dem deshalb nur 26 Exemplare entstanden, sowie
- der kurze offene Kohlenwagen (Musterblatt A6), der gar nicht mehr im Austauschbau genormt wurde.

Alle Wagen der genieteten Austauschbauart wurden mit der Kunze-Knorr-Bremse ausgestattet. Viele waren so konstruiert, dass sie auf die sowjetische Breitspur umgesetzt werden konnten (Nebengattungszeichen r). Diese Wagen wurden mit weißen Pufferhülsen gekennzeichnet. Die gebauten Stückzahlen erreichten nicht annähernd die der Verbandsbauart, da die Weltwirtschaftskrise eine Verringerung des Transportaufkommens bewirkte und der Bedarf an Güterwagen entsprechend gering war.

### Geschweißte Bauart
Ab 1933 wurde schrittweise vom Nieten zum Schweißen übergegangen. Die Aufbauten wurden leichter und teilweise konnte das Ladegewicht entsprechend erhöht werden. Die Deutsche Reichsbahn definierte die geschweißten Wagen als Güterwagen, bei denen fast alle Bauteile durch Schweißung miteinander verbunden sind. Etwa gleichzeitig wurde auch die mehrlösige Hildebrand-Knorr-Bremse serienreif, so dass die meisten geschweißten Wagen damit ausgestattet werden konnten.
Von den noch acht Standard-Typen der genieteten Austauschbauart wurden nur noch vier in nennenswerter Stückzahl in geschweißter Bauart hergestellt. Viele wurden für Geschwindigkeiten von 90 km/h optimiert (Nebengattungszeichen s). Diese Schnelllaufgüterwagen waren zum Teil mit Dampfheizleitung ausgerüstet (Nebengattungszeichen h), was ein Einstellen in Personenzügen ermöglichte. Daneben entstanden in den 1930er Jahren auch einige neue Typen.
Durch rapide steigende Beförderungsaufgaben im Rahmen des Krieges stieg der Bedarf an Güterwagen wieder an, denn wie nie zuvor war die Eisenbahn in Deutschland in das Kriegsgeschehen einbezogen. Die Deutsche Reichsbahn erwies sich als unentbehrlicher Partner der Nationalsozialisten, sowohl im Rahmen von Fahrzeug-, Mannschafts- und Versorgungstransporten als auch bei der Deportation in Vernichtungslager. Daher wurden die geschweißten Güterwagen wieder in wesentlich größerer Stückzahl als die genieteten gebaut, freilich ohne die Stückzahlen der Verbandsbauarten zu erreichen. In den ersten Kriegsjahren wurden bei vielen Bauarten Entfeinerungen vorgenommen, die die Herstellung beschleunigten und den Stahlverbrauch etwas minderten.
Die geschweißten Wagen waren im Gegensatz zur nachfolgenden Kriegsbauart solide Konstruktionen, weshalb sie bei beiden deutschen Bahngesellschaften noch jahrzehntelang ohne größere Umbauten im Einsatz waren.

### Kriegsbauart
Während des Krieges konstruierte man die vier wichtigsten Güterwagentypen mit teilweise geringfügig geänderten Abmessungen komplett neu, um sie stahlsparender, schneller und billiger herstellen zu können. Dies wurde vor allem dadurch erreicht, dass möglichst viele Stahlteile weggelassen oder durch andere Stahlarten bzw. durch Holz ersetzt wurden. Die ab 1943 gebauten Wagen waren im Schnitt etwa 20 % leichter als ihre Vorgänger, gleichzeitig jedoch für ein höheres Ladegewicht ausgelegt. Sie wurden mit der Hildebrand-Knorr-Bremse ausgestattet und mit Ausnahme der offenen Wagen für eine Geschwindigkeit von 90 km/h zugelassen. Der Preis für die Verwendung minderwertigen Stahls und zu schwacher Profile waren jedoch hoher Verschleiß und fortschreitende Korrosion, so dass sich alsbald bleibende Verformungen einstellten.

## Güterwagen der Regelbauarten
Die nachfolgende Tabelle beinhaltet die für die Deutsche Reichsbahn gebauten Regelgüterwagen, aufgegliedert nach Wagentypen und Bauarten. Angegeben sind Gattungszeichen und Gattungsbezirk, mit denen die Wagen bei der Deutschen Reichsbahn bezeichnet waren. Nebengattungszeichen, die nur für einen nennenswerten Teil der Wagen zutrafen, sind – ohne Anspruch der Vollständigkeit – innerhalb des Gattungszeichens in Klammern gesetzt. Ergänzende Erläuterungen sind gegebenenfalls in Klammern stehend beigefügt, für Wagen der Verbandsbauart sind in gleicher Weise auch die jeweils gültigen Musterblatt-Nummern angegeben.
| Bauart:                                         | Verbands- oder Einheitsbauart                                           | Austauschbauart                                | Geschweißte Bauart                                                             | Kriegsbauart                                       |
| Wagentyp:                                       | Verbands- oder Einheitsbauart                                           | Austauschbauart                                | Geschweißte Bauart                                                             | Kriegsbauart                                       |
| ----------------------------------------------- | ----------------------------------------------------------------------- | ---------------------------------------------- | ------------------------------------------------------------------------------ | -------------------------------------------------- |
| Gedeckte Güterwagen                             | G(h) Kassel od. München (A2)                                            | Gr Kassel                                      | G(rh)s Oppeln                                                                  | Gmhs Bremen                                        |
| Gedeckte großräumige Güterwagen                 | Gl Dresden (A9)                                                         | Glr(hs) Dresden Glhs Dresden (7,7 m Achsstand) | Glhs Dresden (ab 1937: Ghs Oppeln) Glrhs Dresden                               | Glm(g)hs Leipzig                                   |
| Gedeckte großräumige Güterwagen mit Stirntüren  | –                                                                       | Glt(rhs) Dresden                               | Gltrhs Dresden                                                                 | –                                                  |
| Klappdeckelwagen                                | K Elberfeld/Wuppertal (A7)                                              | K Elberfeld/Wuppertal                          | K Wuppertal (nur zwei Versuchswagen) Kmr Wuppertal (nur acht Versuchswagen)    | –                                                  |
| Verschlagwagen                                  | V(h) Altona/Hamburg (A8)                                                | V(r) Altona/Hamburg                            | V Hamburg (nur Kleinserie)                                                     | –                                                  |
| Offene Güterwagen für 15 t Ladegewicht          | O Halle (A1, mit hölzernen Wänden) O Nürnberg (A6, mit eisernen Wänden) | O Halle (nur Kleinserie)                       | –                                                                              | –                                                  |
| Offene Güterwagen für 20 Ladegewicht            | Om Breslau od. Essen (A10)                                              | Om Königsberg                                  | Om Breslau (Hohlträger) Om Essen                                               | –                                                  |
| Offene Güterwagen für mehr als 20 t Ladegewicht | –                                                                       | –                                              | Omm(r) Linz Omm(r)u Villach                                                    | Ommu Klagenfurt Ommf Graz (nur zwei Versuchswagen) |
| Rungenwagen                                     | R Stuttgart (A4)                                                        | R(r) Stuttgart                                 | R(r) Stuttgart Rs Stuttgart                                                    | Rmms Ulm                                           |
| Schienenwagen                                   | S Augsburg (A11)                                                        | Sm Augsburg                                    | Sm Augsburg Smr Augsburg (nur Kleinserie) Sm Augsburg (nur zwei Versuchswagen) | –                                                  |
| Vierachsige Schienenwagen                       | SS Köln (A3, 15 m Ladelänge) SSl Köln (Ce168, 18 m Ladelänge)           | SSl Köln                                       | SSla Köln                                                                      | –                                                  |
| Drehschemelwagen                                | H Regensburg (A5)                                                       | H Regensburg (nur Kleinserie)                  | Hm Regensburg (nur zwei Versuchswagen)                                         | –                                                  |

### Gedeckte Güterwagen
| Wagentyp            | Gattungszeichen | Gattungsbezirk     | Lade- gewicht | Bauart         | Erstes Baujahr | Gattungszeichen u. Bauartnummer der DB | Gattungszeichen u. Gattungsnummer der DR |
| ------------------- | --------------- | ------------------ | ------------- | -------------- | -------------- | -------------------------------------- | ---------------------------------------- |
| Gedeckte Güterwagen | G(h)            | Kassel od. München | 15 t          | Verbandsbauart | 1910           | G(h) 10                                | G(h) 04 und 05                           |
| Gedeckte Güterwagen | Gr              | Kassel             | 15 t          | Austauschbau   | 1927           | Gr 20                                  | Gr 04                                    |
| Gedeckte Güterwagen | G(rh)s          | Oppeln             | 15 t          | geschweißt     | 1938           | Gm(rh)s 30                             | Gm(rh)s 07                               |
| Gedeckte Güterwagen | Gmhs            | Bremen             | 20 t          | Kriegsbauart   | 1943           | Gmhs 35                                | Gmhs 11                                  |

#### Austauschbauart: Gr Kassel
Der gedeckte Güterwagen der Austauschbauart war der Nachfolger des Verbandswagens nach Musterblatt A2. Um das gleiche Untergestell wie beim Om-Wagen (s. u.) verwenden zu können, musste im Vergleich zum Verbandswagen der Wagenkasten gekürzt werden, so dass die Ladelänge nur noch 7720 mm betrug. Weitere auffällige Unterschiede sind
- die Verwendung eines hochgewölbten Tonnendachs statt des Flachdachs,
- das auf dem Untergestell stehende Bremserhaus,
- Diagonalstreben in den Seitenfeldern neben den Türen zur zusätzlichen Stabilisierung des Wagenkastens,
- die aufgehängten, in den oberen Türschienen laufenden Schiebetüren.

Außerdem waren die gedeckten Güterwagen der Austauschbauart mit Spurwechsel-Laufwerken zum Übergang auf russische Breitspur ausgerüstet. Die Wagen wurden von der Deutschen Reichsbahn zusammen mit einem Teil der G-Wagen der Verbandsbauart in den Gattungsbezirk Kassel eingereiht. Insgesamt entstanden in den Jahren 1927/28 ca. 8300 Wagen dieses Typs.

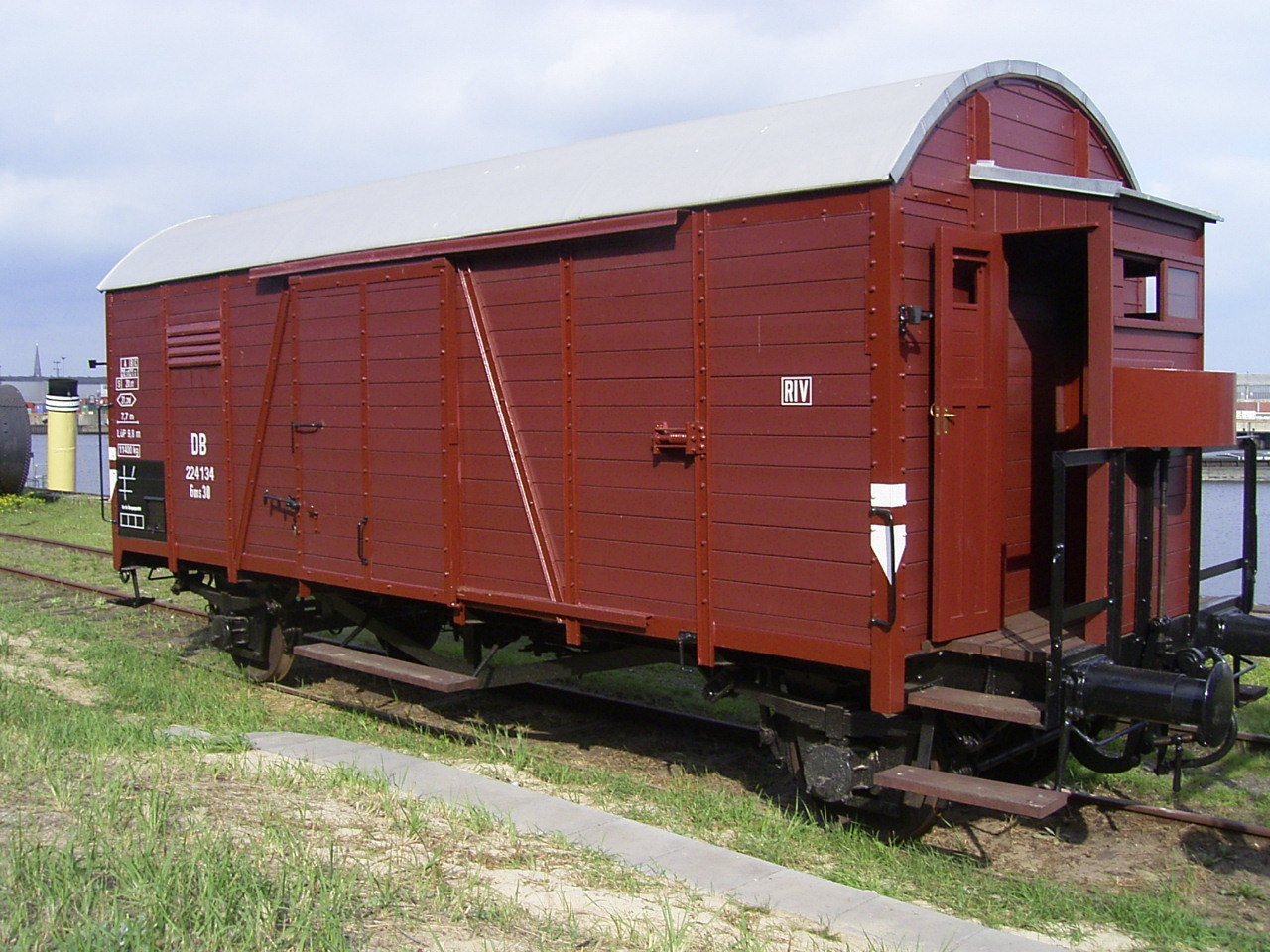
Der „kurze Oppeln“ war der meistgebaute gedeckte Güterwagen der Deutschen Reichsbahn.

#### Geschweißte Bauart: Gs Oppeln
Die ab 1938 in Schweißtechnik gebauten gedeckten Güterwagen unterschieden sich von ihren Vorgängern durch den bei gleicher Fahrzeuglänge auf 6 m vergrößerten Achsstand und das dadurch notwendig gewordene, charakteristisch nach unten spitz zulaufende Sprengwerk. Infolge der geringeren Wagenkastenüberhänge und des steiferen Fahrwerks wurden bessere Laufeigenschaften erreicht, so dass die zulässige Höchstgeschwindigkeit auf 90 km/h festgelegt werden konnte (Nebengattungszeichen s). Die geschweißten gedeckten Güterwagen wurden dem neu geschaffenen Gattungsbezirk Oppeln zugeordnet. Heute wird dieser Wagentyp umgangssprachlich oft auch als „kurzer Oppeln“ bezeichnet, im Unterschied zu den ab 1934 entstandenen „langen Oppeln“ (s. u.). Die kurzen Gs Oppeln wurden mit Beginn des Zweiten Weltkriegs in Großserie gebaut, bis 1945 entstanden ca. 28 100 Wagen, von denen 6150 mit Handbremse ausgerüstet waren.

#### Kriegsbauart: Gmhs Bremen

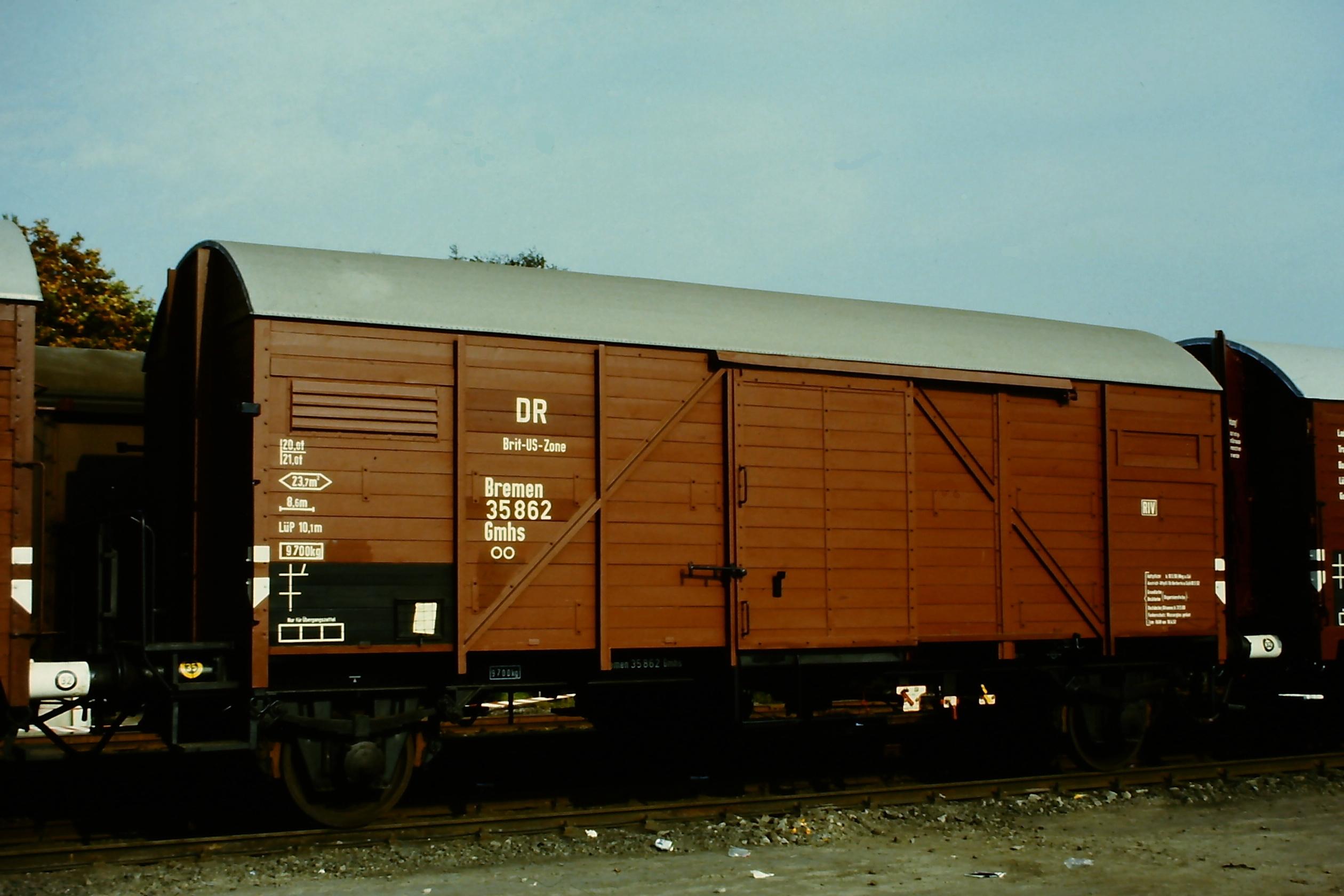
Gmhs 35862

Dieser ab 1943 gebaute Wagen wurde nach den kriegsbedingten Anforderungen für eine Lademasse von 20 Tonnen entwickelt. Er hatte einen Achsstand von 7000 mm und ein Ladevolumen von 60,7 m³ bei einer Eigenmasse von 9,7 t (mit Handbremse). Das Untergestell wurde aus Walzprofilen hergestellt und hatte kein Sprengwerk. Die Seitenwände waren mit Diagonalstreben über jeweils zwei Seitenfelder neben den Türen versehen und trugen wie bei den meisten ab 1927 gebauten gedeckten Güterwagen ein Tonnendach. Die Gmhs Bremen waren für eine Höchstgeschwindigkeit von 90 km/h zugelassen und verfügten über eine Dampfheizleitung. Bis Kriegsende wurden insgesamt 7200 Exemplare, von 1948 bis 1950 noch einmal 6190 Exemplare gebaut.

### Großräumige gedeckte Güterwagen
Die Gl-Wagen weisen die größte Vielfalt unter den Standardgüterwagen der Deutschen Reichsbahn auf. Allen gemeinsam ist das trapezförmige Sprengwerk. Einige wurde später so umgebaut, dass sie als kurz gekuppelte Leig-Einheiten im Stückgut-Schnellverkehr eingesetzt werden konnten.

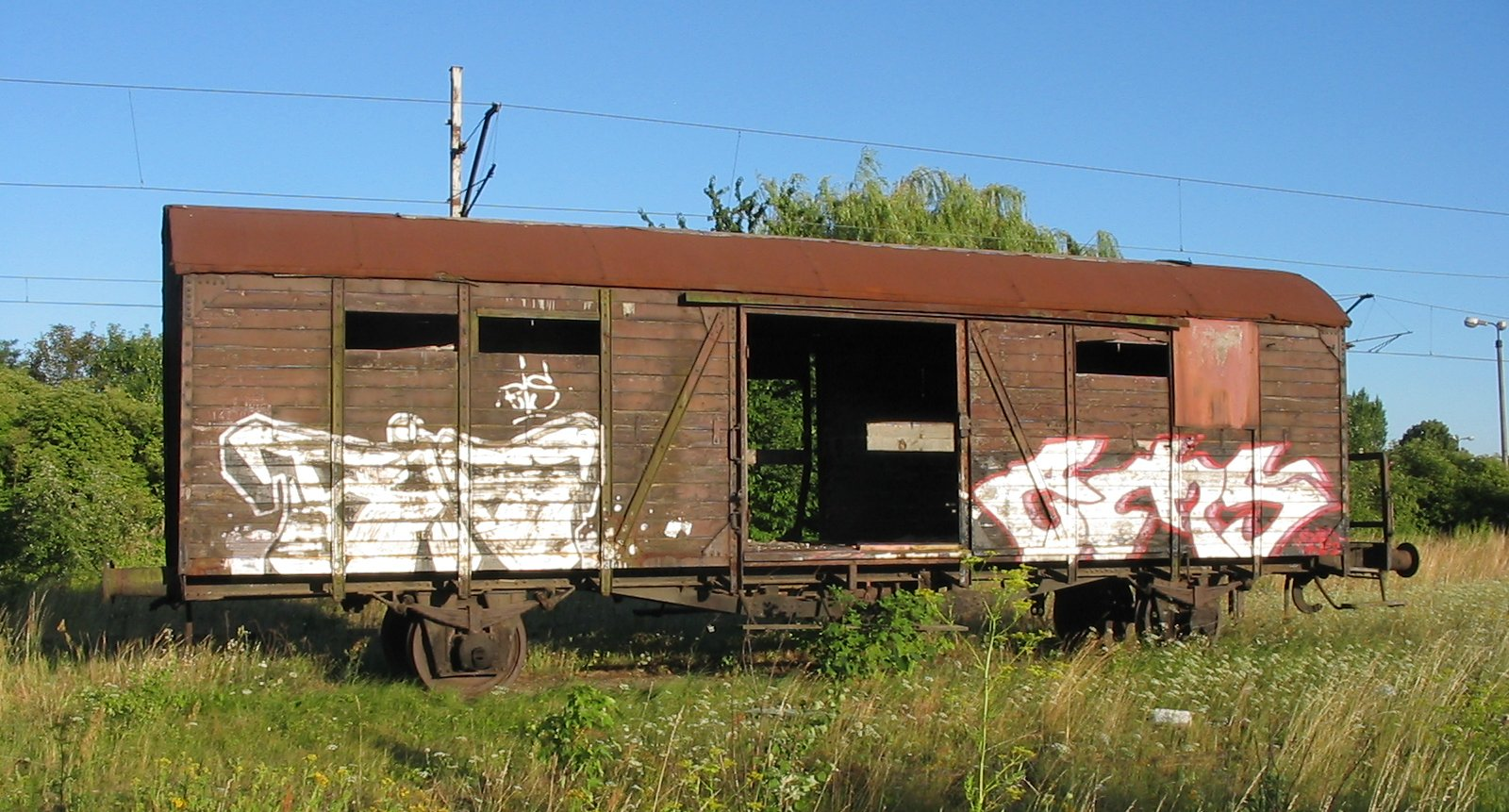
Gl Dresden der Austauschbauart mit harter Federung

| Wagentyp                                       | Gattungszeichen         | Gattungsbezirk          | Lade- gewicht | Bauart         | Erstes Baujahr | Anzahl u. Länge der Blattfedern | Gattungszeichen u. Bauartnummer der DB | Gattungszeichen u. Gattungsnummer der DR | Bemerkungen        |
| ---------------------------------------------- | ----------------------- | ----------------------- | ------------- | -------------- | -------------- | ------------------------------- | -------------------------------------- | ---------------------------------------- | ------------------ |
| Gedeckte großräumige Güterwagen                | Gl                      | Dresden                 | 15 t          | Verbandsbauart | 1914           | 11/1100                         | Gl 11                                  | Gl 12                                    |                    |
| Gedeckte großräumige Güterwagen                | Gl(r) Gl(rh)s           | Dresden                 | 15 t          | Austauschbau   | 1927 1935      | 11/1100 9/1650                  | Glr 22 Glm(rh)s 28                     | Gl(rhs) 12                               |                    |
| Gedeckte großräumige Güterwagen                | Glhs                    | Dresden                 | 15 t          | Austauschbau   | 1933           | 9/1800                          | Glhs 25                                | Glhs 12                                  | 7,7 m Achsstand    |
| Gedeckte großräumige Güterwagen                | Gl(e)hs ab 1937: G(e)hs | Dresden ab 1937: Oppeln | 15 t          | geschweißt     | 1934 1936      | 9/1800 9/1650                   | Ghs 31 Gmehs 31                        | Ghs 07                                   | 24,2 m² Ladefläche |
| Gedeckte großräumige Güterwagen                | Glrhs                   | Dresden                 | 15 t          | geschweißt     | 1937 1942      | 9/1650 7/1400                   | Glmrhs 38                              | Glrhs 12                                 |                    |
| Gedeckte großräumige Güterwagen                | Glm(g)hs                | Leipzig                 | 20 t          | Kriegsbauart   | 1943           | 6/1200                          | Glm(g)hs 36                            | –                                        |                    |
| Gedeckte großräumige Güterwagen mit Stirntüren | Glt(r) Glt(rh)s Gltrhs  | Dresden                 | 15 t          | Austauschbau   | 1927 1935 1936 | 11/1100 9/1800 9/1650           | Glt(r) 23 Glt(rh)s 23 Gltmrhs 26       | Glt(rhs) 13                              |                    |
| Gedeckte großräumige Güterwagen mit Stirntüren | Gltrhs                  | Dresden                 | 15 t          | geschweißt     | 1937 1942      | 9/1650 7/1400                   | Gltmrhs 46                             | Gltrhs 13                                |                    |

#### Austauschbauarten mit harter Federung: Gl Dresden
Die Hauptabmessungen und das Laufwerk mit den elflagigen und 1100 mm langen Blattfedern dieses großräumigen gedeckten Güterwagens gleichen dem Verbandswagen nach Musterblatt A9. Neu waren die geänderte Dachform und die Diagonalstrebe am Wagenkasten im Teilfeld neben der Tür. Erstmals wurden auch Varianten mit Stirntüren in verschiedenen Ausführungen für den witterungsgeschützten Transport von Kraftfahrzeugen gebaut (Nebengattungszeichen t). Die meisten Wagen waren breitspurtauglich.

#### Austausch- und geschweißte Bauarten mit weicher Federung: Gls Dresden
In der ersten Hälfte der 1930er Jahre wollte die Deutsche Reichsbahn den Eilgutverkehr durch vermehrte Einstellung von Güterwagen in Eilzüge beschleunigen. Zum Erreichen einer größeren Laufruhe bei höheren Geschwindigkeiten begann man daher, die dafür vorgesehenen Gl-Wagen mit einer weicheren Federung auszurüsten. Die neuen Blattfedern waren länger (zunächst 1800 mm, später 1650 mm) und wurden neunlagig ausgeführt. Alle Wagen erhielten zudem eine Dampfheizleitung (Nebengattungszeichen h). Bei den genieteten Wagentypen wurde zusätzlich die Diagonalstrebe neben der Tür nach unten verlängert und fand nun erst unterhalb des Wagenbodens Anschluss an die senkrechte Kastenstrebe, wodurch die Wagen äußerlich sofort von ihren Vorgängern zu unterscheiden sind.
Zu Erprobungszwecken entstanden zwei Typen mit abweichenden Hauptmaßen in begrenzter Stückzahl (in obiger Tabelle farblich hinterlegt):
- Ab 1933 wurden 650 genietete Wagen mit 1800 mm langen Blattfedern sowie einem von 7000 auf 7700 mm vergrößerten Achsstand gebaut. Durch die weichere Federung sowie den kurzen Überhang des Wagenkastens wiesen sie ausgezeichnete Schnellfahreigenschaften auf und konnten für 90 km/h zugelassen werden. Alle hatten eine Handbremse und wurden als Gattung Glhs in den Gattungsbezirk Dresden eingereiht. Problematisch war, dass die Wagen auf den meisten Gleiswaagen wegen des großen Achsstandes keinen Platz fanden und somit jede Wagenachse einzeln verwogen werden musste.

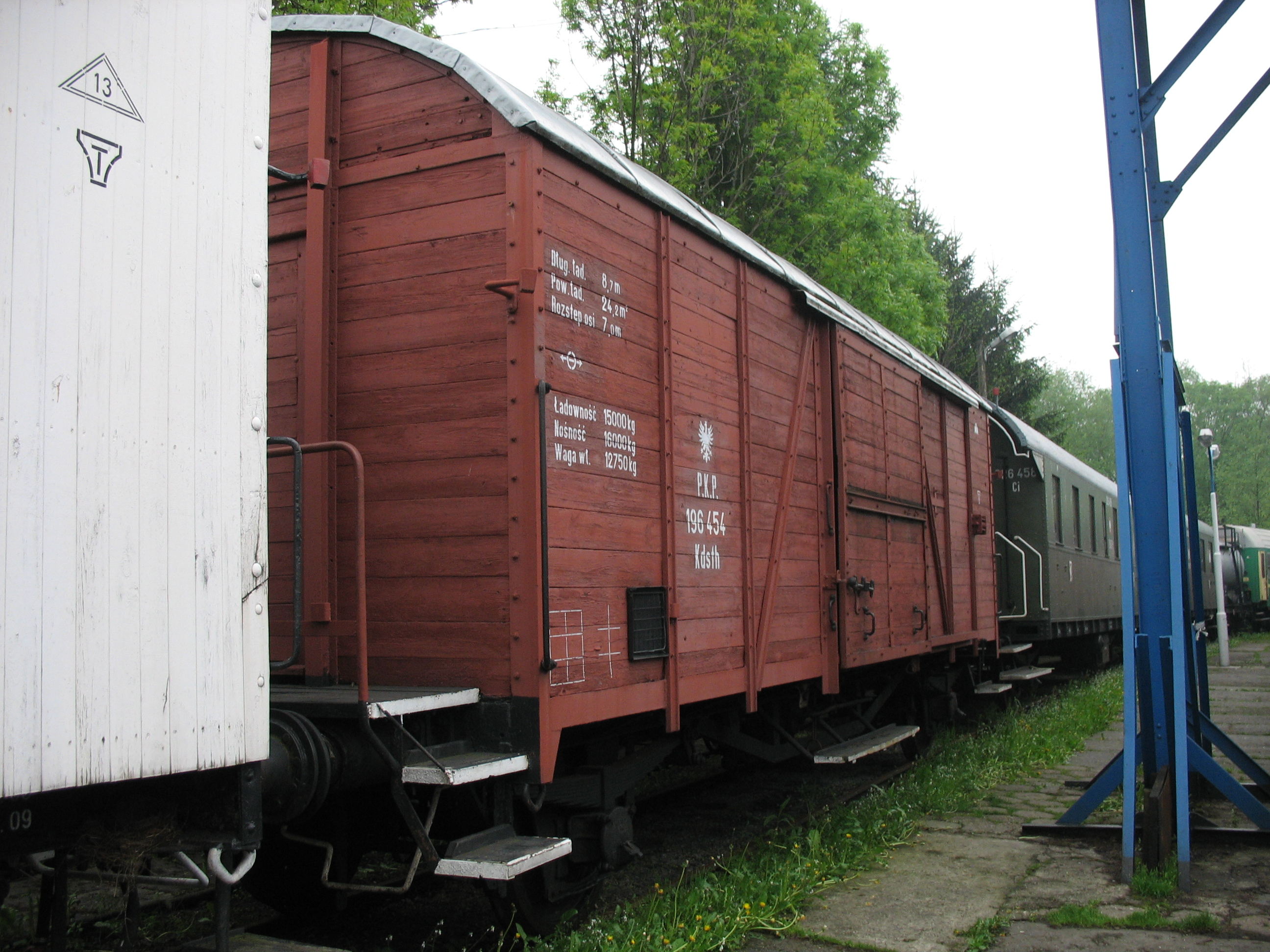
Glhs Dresden mit 24,2 m² Ladefläche

- Nach diesen Erfahrungen wurde ein völlig neuer Güterwagen entwickelt. Versuche auf der Basis des Gl-Wagens mit 7000 mm Achsstand hatten ergeben, dass sich sehr gute Schnellfahreigenschaften bei einer Verkürzung des Überhangs um etwa einen Meter ergeben. Daraus resultierte ein um 2000 mm kürzerer Wagen mit einer Länge über Puffer von 10 800 mm und der für Deutschland neuen Ladefläche von 24,2 m². Die Wagen wurden ab 1934 als erster in größeren Stückzahlen gefertigter deutscher Güterwagentyp bereits in Schweißtechnik gebaut. Überwiegend fanden 1800 mm lange, bei den letztgebauten Wagen aber auch 1650 mm lange Blattfedern Verwendung. Von 1934 bis 1937 entstanden insgesamt 1633 Exemplare mit Handbremse, die zunächst ebenfalls als Glhs Dresden bezeichnet wurden. Durch die Anhebung des Grenzwertes für das Nebengattungszeichen l von 24 m² auf 26 m² im Jahre 1937 zählten sie nicht mehr als Gl-Wagen und wurden in den neu geschaffenen Gattungsbezirk Oppeln eingeordnet. Zur Unterscheidung von den späteren kürzeren Wagen (s. o.) des gleichen Gattungsbezirks werden dieser Wagen heute oft „lange Oppeln“ genannt.

1935 begann schließlich die Großserienproduktion schnelllaufender Gl-Wagen mit und ohne Stirnwandtüren. Es blieb bei den ursprünglichen Hauptmaßen (Ladefläche 29,4 m², Achsstand 7000 mm) mit dem großen Überhang an den Wagenenden, was jedoch aufgrund der verbesserten Federung kein Hindernis mehr für die Zulassung für 90 km/h mehr darstellte. Bei den Wagen mit Stirnwandtüren des Baujahres 1935 wurden noch vorhandene 1800 mm lange Blattfedern eingebaut, alle anderen erhielten neunlagige und 1650 mm lange Blattfedern. 1937 erfolgte der Übergang zur Schweißtechnik. Zur Stahlersparnis stattete man die Gl-Wagen ab 1942 nur noch mit den bereits beim kurzen „Gs Oppeln“ verwendeten seben- und 1400 mm langen Blattfedern aus.
Die DB erhöhte 1951 für alle Wagen mit neun-lagigen 1650 mm langen und siebenlagigen, 1400 mm langen Blattfedern die Lademasset von 15 auf 20 t und ergänzte deshalb in der Gattungsbezeichnung das Nebenzeichen m.

#### Kriegsbauart: Glmhs Leipzig
Für den großräumigen gedeckten Güterwagen der Kriegsbauart wurde eigens der Gattungsbezirk Leipzig neu eingerichtet. Im Gegensatz zu seinem Vorgänger, dem geschweißten Glrhs Dresden, besaß der Glmhs Leipzig kein Sprengwerk. Der Achsstand war auf 8,0 m verlängert, die Wagenkastenlänge hingegen auf 10,7 m verkürzt worden, so dass bei nahezu gleicher Ladefläche die Laufeigenschaften verbessert werden konnten. Bei einer Eigenmasse von nur 10,2 bzw. 10,1 t (Wagen mit/ohne Handbremse) war der Wagen für ein Ladegewicht von 20 t ausgelegt. Alle „Leipzig“ waren mit Hildebrand-Knorr-Bremse und Dampfheizleitung ausgerüstet und für eine Höchstgeschwindigkeit von 90 km/h zugelassen.
Da während des Krieges kein Bedarf für diesen Wagentyp bestand, wurden bis 1945 nur vier Probewagen gebaut. Allerdings bildete der Glmhs Leipzig die wagenbauliche Basis für den während des Zweiten Weltkriegs in großer Stückzahl – mehr als 5000 Exemplare – hergestellten Behelfspersonenwagens MCi-43.
Im Jahre 1948 beschaffte die DR in der französischen Besatzungszone noch 250 weitere „Leipzig“, die wegen des am Oberrhein in Richtung der Schweiz bedeutsamen Getreidetransports Entladetrichter für das in loser Schüttung beförderte Getreide erhielten. Die Wagen führten daher das Gattungszeichen Glmghs. 240 dieser Wagen wurden kurz nach Anlieferung paarweise zu Leig-Einheiten zusammengestellt.

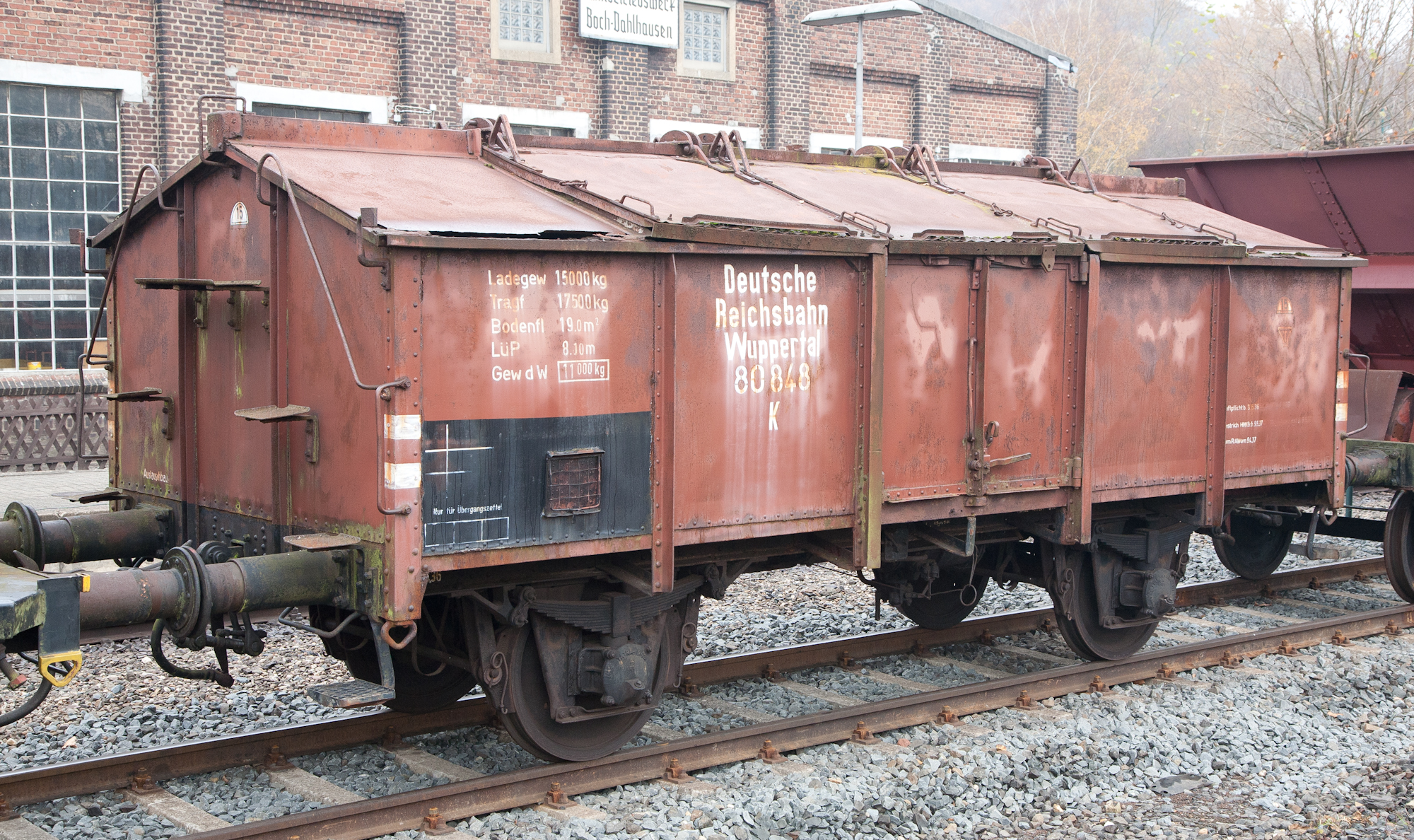
Klappdeckelwagen der Austauschbauart, Gattungsbezirk Wuppertal vormals Elberfeld

### Klappdeckelwagen: K Elberfeld/Wuppertal
Die genieteten Klappdeckelwagen der Austauschbauart waren länger (LüP ohne Handbremse 8100 mm; mit Handbremse 8800 mm) und hatten mit 4 m einen größeren Achsstand als die nach Musterblatt A7 gebauten Klappdeckelwagen der Verbandsbauart. Die Seitenwände wurden jetzt durch eine senkrechte Strebe beiderseits der Tür in je zwei Felder geteilt. Zwischen 1927 und 1933 entstanden ca. 1000 Wagen.
1935 beschaffte die Deutsche Reichsbahn noch zwei geschweißte Versuchswagen mit gleichen Hauptabmessungen. Zu einem Serienbau dieses Wagentyps kam es aber nicht mehr, da statt der schwierig zu entladenden Klappdeckelwagen vermehrt Selbstentladewagen zur Beförderung nässeempfindlicher Schüttgüter wie Kalk oder Salz genutzt wurden. Mit der Umbenennung von Barmen-Elberfeld in Wuppertal im Jahre 1930 wurde ebenfalls der Gattungsbezirk von Elberfeld in Wuppertal umbenannt.
1941 wurden acht Versuchswagen gebaut, die keine Weiterentwicklung früherer Typen darstellten, sondern auf den Omm-Wagen basierten. Wie diese hatten sie einen Achsstand von 6 m und außenliegende Langträger. Die Wagen hatten eine Länge über Puffer von 9100 bzw. 9800 mm (ohne/mit Handbremse) und einen Laderaum von 28,6 m³ bei einer Lademasse von 20 t. Alle Wagen wurden mit einer Hildebrand-Knorr-Bremse ausgerüstet und verfügten über acht Dachklappen.
| Wagentyp           | Gattungszeichen | Gattungsbezirk               | Lade- gewicht | Bauart         | Erstes Baujahr | Gattungszeichen u. Bauartnummer der DB | Gattungszeichen u. Gattungsnummer der DR | Bemerkungen            |
| ------------------ | --------------- | ---------------------------- | ------------- | -------------- | -------------- | -------------------------------------- | ---------------------------------------- | ---------------------- |
| Klappdeckel- wagen | K               | Elberfeld ab 1930: Wuppertal | 15 t          | Verbandsbauart | 1913           | K 15                                   | K 21                                     |                        |
| Klappdeckel- wagen | K               | Elberfeld ab 1930: Wuppertal | 15 t          | Austauschbau   | 1926           | K 25                                   | K 21                                     |                        |
| Klappdeckel- wagen | K               | Wuppertal                    | 15 t          | geschweißt     | 1935           | –                                      | –                                        | nur zwei Versuchswagen |
| Klappdeckel- wagen | Kmr             | Wuppertal                    | 20 t          | geschweißt     | 1941           | Kmr 35                                 | –                                        | nur acht Versuchswagen |

### Verschlagwagen: V Altona/Hamburg
Als Nachfolger der Wagen der Verbandsbauart nach Musterblatt A8 entstanden 1927 die genieteten Verschlagwagen in Austauschbauart, die im Gegensatz zu den kurzen Verbandswagen in den Hauptabmessungen und den technischen Eigenschaften dem gedeckten Güterwagen in Austauschbauart entsprachen. Es entstanden etwa 360 Wagen dieses Typs, die zumeist mit Spurwechselradsätzen ausgestattet waren.
Als letzte Verschlagwagenbauart der Reichsbahn wurde nach zwei 1935 gebauten Versuchswagen 1936/37 eine Kleinserie von 25 Wagen in geschweißter Ausführung in Dienst gestellt. Trotz Laufwerken mit weicher Abfederung verzichtete man bei diesen Wagen im Gegensatz zu den zeitgenössischen gedeckten Güterwagen auf eine Verlängerung des Achsstandes, so dass die zulässige Höchstgeschwindigkeit auf 65 km/h limitiert blieb.
Mit der Eingemeindung der ehemaligen preußischen Stadt Altona nach Hamburg änderte sich ab 1937 der Gattungsbezirk der Verschlagwagen von Altona in Hamburg.
| Wagentyp       | Gattungszeichen | Gattungsbezirk          | Lade- gewicht | Bauart         | Erstes Baujahr | Gattungszeichen u. Bauartnummer der DB | Gattungszeichen u. Gattungsnummer der DR |
| -------------- | --------------- | ----------------------- | ------------- | -------------- | -------------- | -------------------------------------- | ---------------------------------------- |
| Verschlagwagen | Vh              | Altona ab 1937: Hamburg | 15 t          | Verbandsbauart | 1913           | Vh 14                                  | Vh 23                                    |
| Verschlagwagen | V(r)            | Altona ab 1937: Hamburg | 15 t          | Austauschbau   | 1927           | V(r) 23                                | V(r) 23                                  |
| Verschlagwagen | V               | Altona ab 1937: Hamburg | 15 t          | geschweißt     | 1935           | V 33                                   | V 23                                     |

### Offene Güterwagen

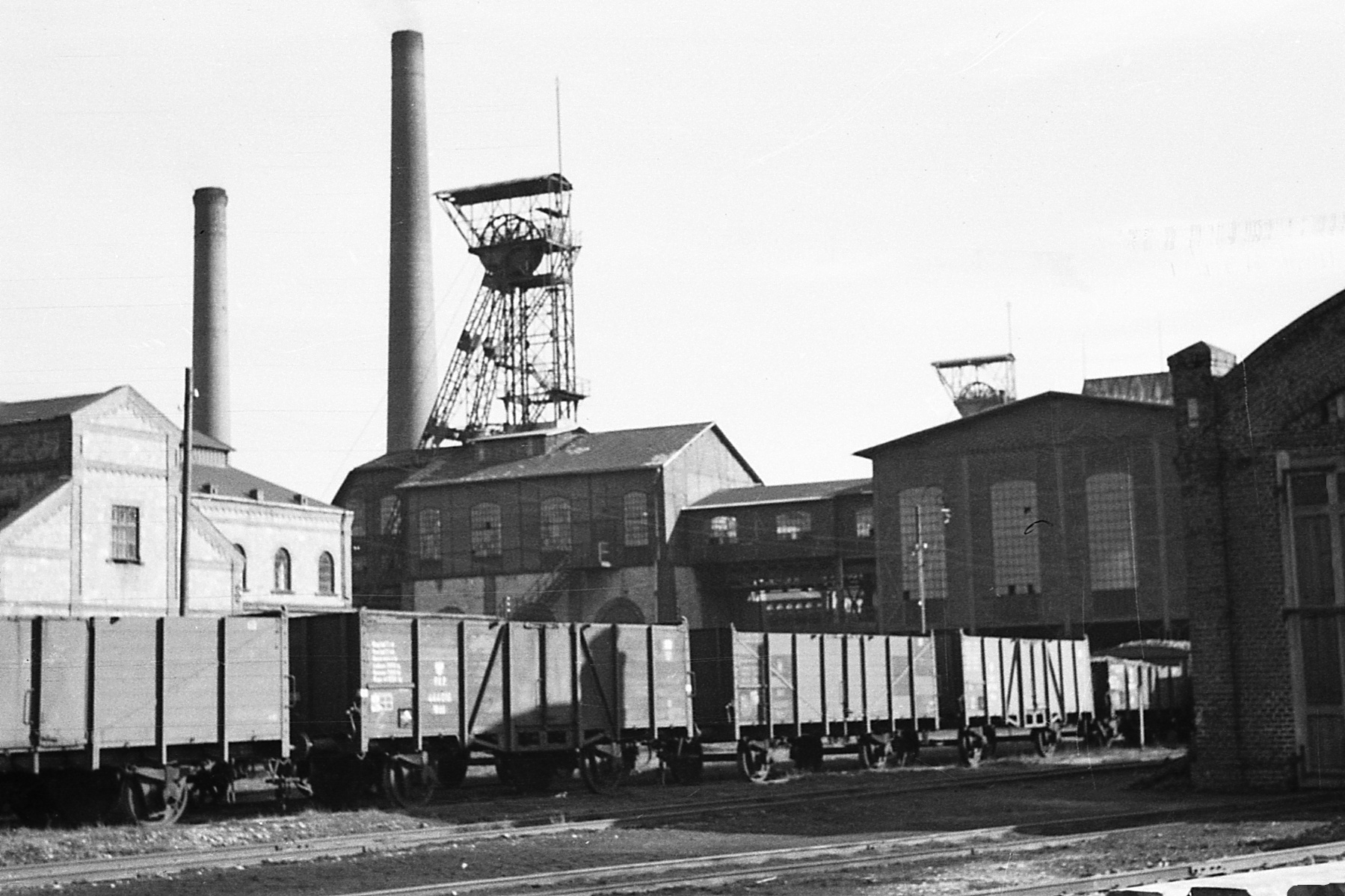
Verschiedene O(m)-Wagen der Deutschen Reichsbahn

| Wagentyp                                      | Gattungs- zeichen | Gattungsbezirk    | Lade- gewicht | Bauart         | Erstes Baujahr | Gattungszeichen u. Bauartnummer der DB | Gattungszeichen u. Gattungsnummer der DR | Bemerkungen            |
| --------------------------------------------- | ----------------- | ----------------- | ------------- | -------------- | -------------- | -------------------------------------- | ---------------------------------------- | ---------------------- |
| Offene Güterwagen für 15 t Lademasse          | O                 | Halle             | 15 t          | Verbandsbauart | 1911           | O 10                                   | O 29                                     |                        |
| Offene Güterwagen für 15 t Lademasse          | O                 | Nürnberg          | 15 t          | Verbandsbauart | 1913           | O 11                                   | O 31                                     | mit eisernen Wänden    |
| Offene Güterwagen für 15 t Lademasse          | O                 | Halle             | 15 t          | Austauschbau   | 1928           | O 20                                   | O 29                                     |                        |
| Offene Güterwagen für 20 t Lademasse          | Om                | Breslau od. Essen | 20 t          | Verbandsbauart | 1913           | Om 12                                  | Om 37 und 36                             |                        |
| Offene Güterwagen für 20 t Lademasse          | Om                | Königsberg        | 20 t          | Austauschbau   | 1927           | Om 21                                  | Om 41                                    |                        |
| Offene Güterwagen für 20 t Lademasse          | Om                | Breslau           | 20 t          | geschweißt     | 1935           | Om 30                                  | Om 37                                    | Hohlträgerbauart       |
| Offene Güterwagen für 20 t Lademasse          | Om                | Essen             | 20 t          | geschweißt     | 1937           | Om 31                                  | Om 36                                    |                        |
| Offene Güterwagen für mehr als 20 t Lademasse | Omm(r)            | Linz              | 24,5 t        | geschweißt     | 1939           | Omm(r) 32                              | Omm(r) 42                                |                        |
| Offene Güterwagen für mehr als 20 t Lademasse | Omm(r)u           | Villach           | 24,5 t        | geschweißt     | 1941           | Omm(r) 33                              | Ommr39 Omm 43                            |                        |
| Offene Güterwagen für mehr als 20 t Lademasse | Ommu              | Klagenfurt        | 26,5 t        | Kriegsbauart   | 1942           | Omm 34                                 | Omm 44                                   |                        |
| Offene Güterwagen für mehr als 20 t Lademasse | Ommf              | Graz              | 26,5 t        | Kriegsbauart   | 1944           | –                                      | –                                        | nur zwei Versuchswagen |

#### Offene Güterwagen für 20 t Lademasse: Om Königsberg, Breslau und Essen
Der offene Wagen des Gattungsbezirks Königsberg mit 20 t Lademasse wurde ab 1927 im Austauschbau hergestellt. Der genietete Wagen lässt sich kaum von der letzten, ab 1923 gebauten Ausführung der Verbandswage nach Musterblatt A10 unterscheiden. Deshalb findet sich in der Literatur immer wieder fälschlicherweise 1923 oder 1924 als Erstbaujahr. Das über Puffer 9100 mm (mit Handbremse: 9800 mm) lange Untergestell mit 4500 mm Achsstand fand auch für die gedeckten Güterwagen (s. ;o.) und Verschlagwagen der Austauschbauart sowie für zahlreiche Privatgüterwagen (s. u.) Verwendung. Von 1935 bis 1939 wurden die Om-Wagen in Schweißtechnik ausschließlich ohne Handbremse gefertigt. Die geschweißten Wagen wurden zunächst in Hohlträger-, dann in Profilträgerbauart gebaut und in freie Nummernbereiche der bis dahin nur mit Verbandswagen besetzten Gattungsbezirke Breslau und Essen eingereiht.
1938 wurde im Deutschen Reich die Fertigung dieser Wagen zugunsten der Omm-Wagen eingestellt. In einigen besetzten Gebieten wurden hingegen während des Zweiten Weltkriegs, da die dort gelegenen Waggonfabriken noch nicht auf die Schweißtechnik eingestellt waren, nochmals 4300 genietete Om-Wagen gebaut und ebenfalls dem Gattungsbezirk Königsberg zugeordnet.
In der Summe entstanden zwischen 1927 und 1941 mehr als 23.000 Om-Wagen für die Deutsche Reichsbahn. Bei der DB wurden sie in den 1960er Jahren ausgemustert, während sie bei der DR noch in den 1970er Jahren unentbehrlich waren.

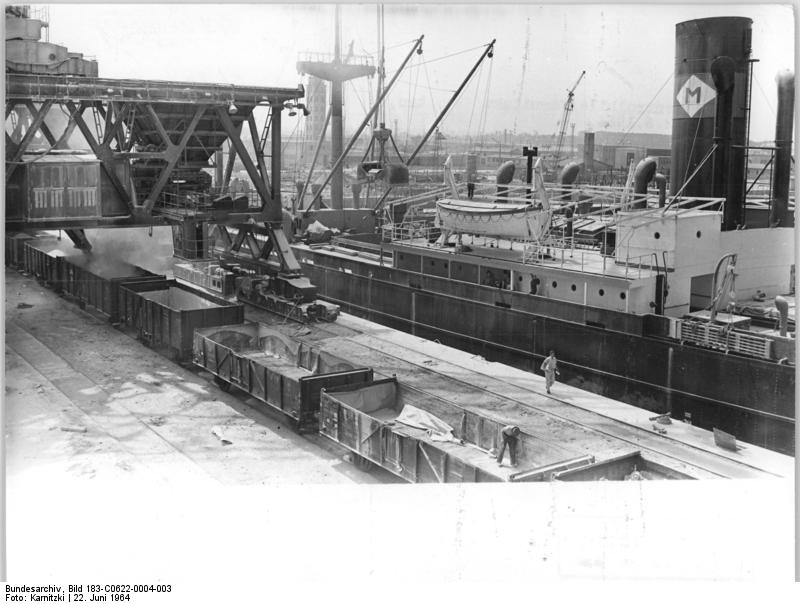
Hafen Rostock, vorn: zwei Omm-Wagen (ehem. Linz)

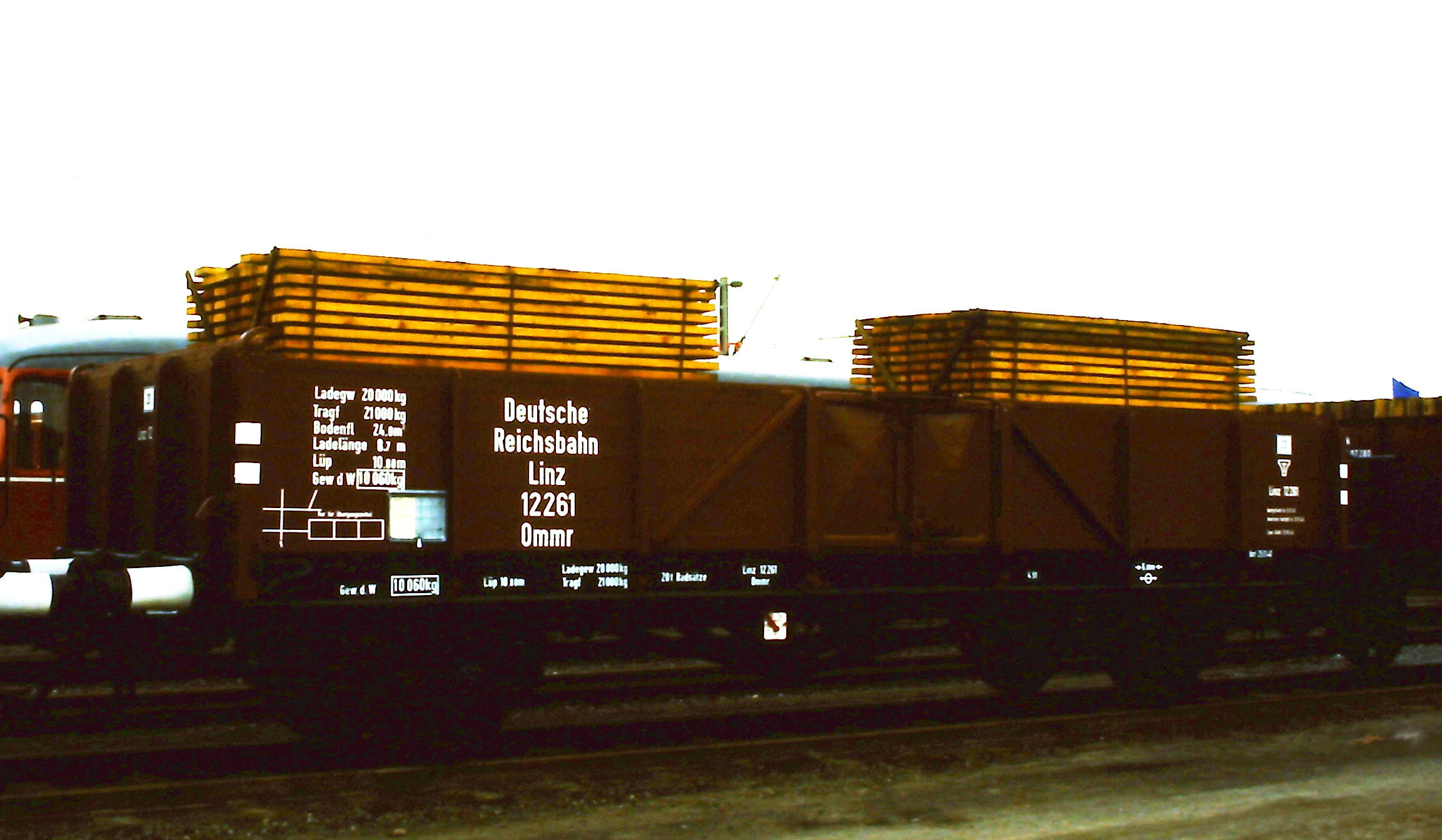
Ommr-Wagen Linz

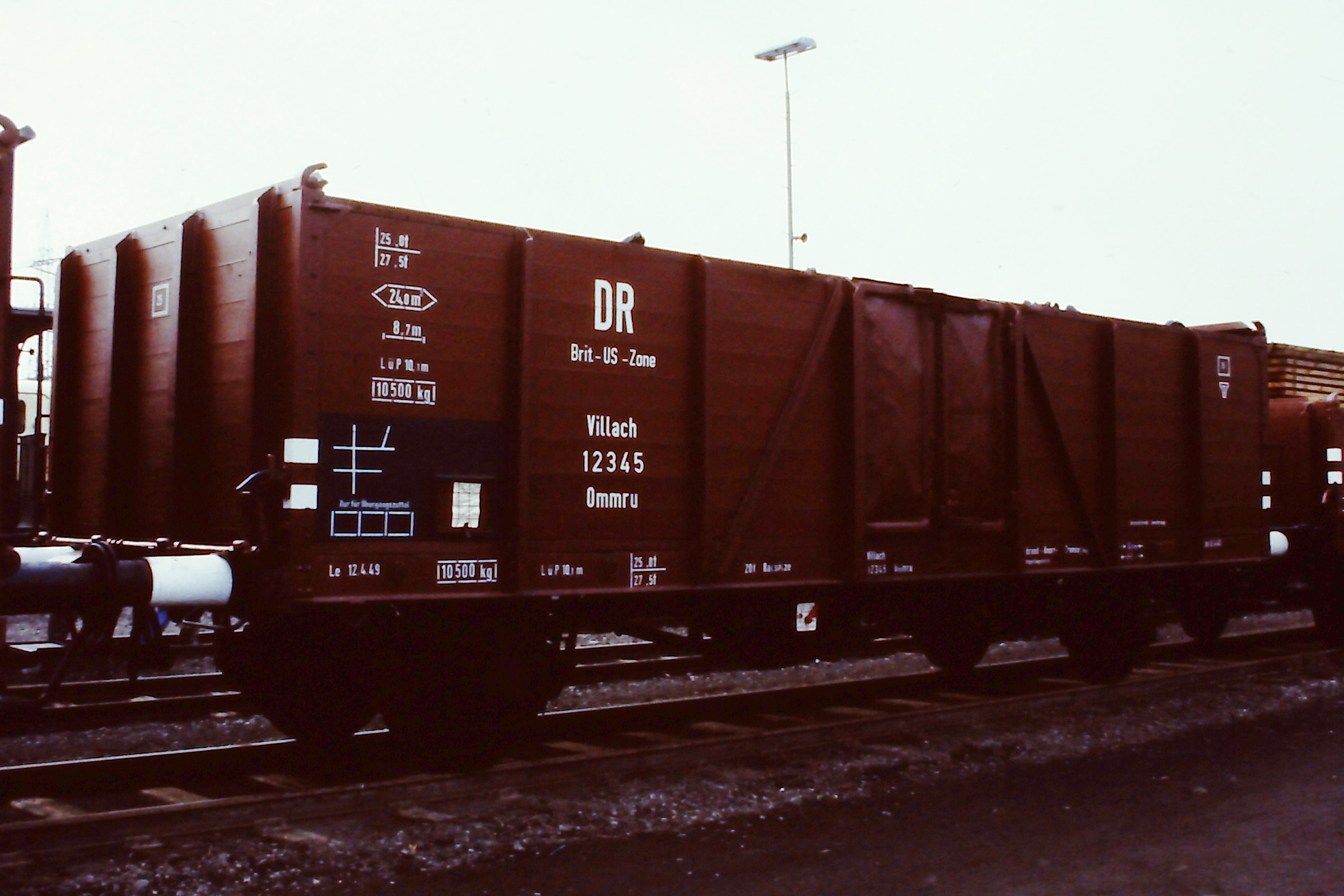
Ommru-Wagen Villach

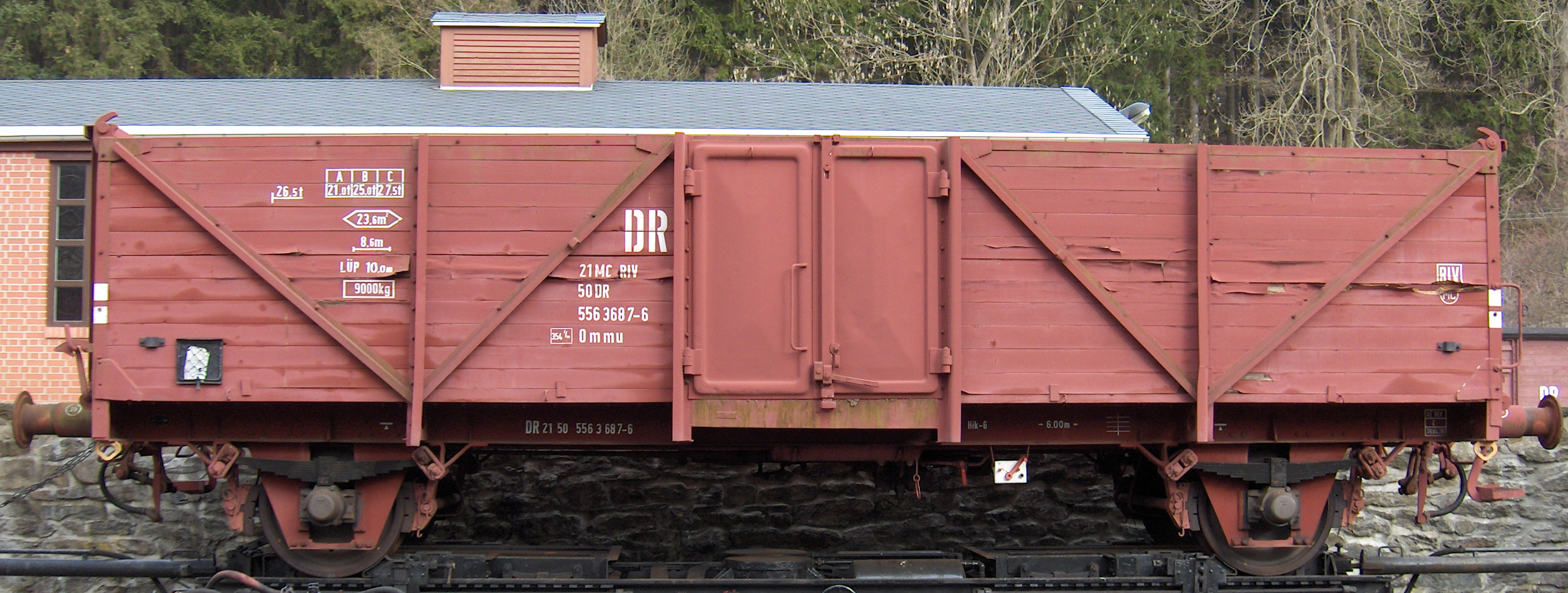
Omm-Wagen der Kriegsbauart, hier mit kleinen Umbauten der späteren DR

#### Offene Güterwagen für mehr als 20 t Ladegewicht: Omm Linz und Ommu Villach
Bei den offenen Wagen waren Ende der 1930er Jahre ein höheres Ladegewicht und ein größeres Ladevolumen gefragt. Deshalb wurden 1937/38 die Omm-Wagen mit einem Ladegewicht von 24,5 t und einer gegenüber den Om-Wagen um 1 m verlängerten Ladefläche neu konstruiert. Daraus ergab sich eine Ladelänge von 8.720 mm und eine Länge über Puffer von 10.100 mm (ohne Handbremse). Alle Omm-Wagen wurden mit Hildebrand-Knorr-Bremse sowie teilweise mit Handbremse ausgestattet.
Auffällige äußerliche Merkmale sind der Achsstand von 6 m und das räumliche, spitz nach unten zulaufende Sprengwerk. Insgesamt entstanden 73.850 Waggons in vier Bauformen:
| Baujahre | Konstruktion des Untergestells                      | Bordwände              | Anzahl | Gattungsbezeichnung |
| -------- | --------------------------------------------------- | ---------------------- | ------ | ------------------- |
| 1939–40  | Blechbauart, innenliegender Fischbauch-Langträger   | 1,00 m hoch, abnehmbar | 1.750  | Omm Linz            |
| 1940–41  | Leichtprofile, innenliegender Fischbauch-Langträger | 1,00 m hoch, abnehmbar | 4.380  | Omm Linz            |
| 1941–43  | Regelformstahl, außenliegender gerader Langträger   | 1,00 m hoch, abnehmbar | 18.605 | Omm Linz            |
| 1941–45  | Regelformstahl, außenliegender gerader Langträger   | 1,55 m hoch, fest      | 49.115 | Ommu Villach        |

Die Ommr Linz waren insbesondere auch für den Transport von (militärischen) Fahrzeugen geeignet. Hierfür waren neben einem verstärkten Fußboden spezielle Befestigungseinrichtungen, die „Panzerhaken“, vorhanden. Das Bühnengeländer der Wagen mit Handbremse war abklapp- oder absenkbar ausgeführt, um das Überfahren der Wagenenden bei der Be- und Entladung zu ermöglichen. Die vorrangig für Massenschüttgüter gedachten Wagen des Gattungsbezirks Villach waren wegen ihrer festen Wände für den Transport von Fahrzeugen des Militärs ungeeignet und führten in ihrer Gattungsbezeichnung somit das Nebengattungszeichen u. Wagen mit Handbremse hatten das hergebrachte Bremserhaus.

#### Kriegsbauart: Ommu Klagenfurt
Dieser ab 1942 gebaute Güterwagen hatte ein Ladegewicht von 26,5 t. Wie bei den vorangegangenen Omm-Wagen betrug der Achsstand 6.000 mm. Auf ein Sprengwerk wurde verzichtet, stattdessen sollte die Durchbiegung durch einen kräftigen hölzernen Obergurt über den gleichfalls hölzernen Türen verhindert werden. Die Bordwandhöhe betrug 1.548 mm, die Stirnwände waren als Kopfklappen ausgeführt. Der Ommu Klagenfurt war nur für eine Höchstgeschwindigkeit von 65 km/h zugelassen.

### Rungenwagen
| Wagentyp    | Gattungs- zeichen  | Gattungsbezirk | Lade- gewicht      | Bauart         | Erstes Baujahr | Gattungszeichen u. Bauartnummer der DB | Gattungszeichen u. Gattungsnummer der DR |
| ----------- | ------------------ | -------------- | ------------------ | -------------- | -------------- | -------------------------------------- | ---------------------------------------- |
| Rungenwagen | R                  | Stuttgart      | 15 t               | Verbandsbauart | 1913           | R(o) 10                                | R 61, Ro 63                              |
| Rungenwagen | R(r)               | Stuttgart      | 15 t               | Austauschbau   | 1926           | R(r) 20                                | R(r) 61                                  |
| Rungenwagen | R(r)               | Stuttgart      | 15 t               | geschweißt     | 1934           | R(r) 30                                | R(r) 61                                  |
| Rungenwagen | Rs ab 1943: Rm(r)s | Stuttgart      | 15 t ab 1943: 20 t | geschweißt     | 1938           | Rm(r)s 31                              | Rm(r)s 61                                |
| Rungenwagen | Rmms               | Ulm            | 24,5 t             | Kriegsbauart   | 1942           | Rmms 33                                | Rmms 62                                  |

#### Frühe Bauformen mit 7 m Achsstand: R Stuttgart
Der ab 1926 gebaute genietete Rungenwagen wurde gegenüber dem Verbandswagen A4 um 600 mm verlängert, so dass das Untergestell mit dem des Gl-Wagens (s. o.) übereinstimmte. Optisch ist er gut an dem trapezförmigen Sprengwerk zu erkennen. Das Ladegewicht betrug weiterhin 15 t. Die meisten dieser Waggons waren mit Radsätzen für den Übergang zur Breitspur ausgerüstet.
Von 1936 bis 1938 wurden diese Rungenwagen in Schweißtechnik ausschließlich ohne Handbremse gefertigt. Sie hatten ein räumlich diagonales Sprengwerk. Als einzige der in Großserie gebauten geschweißten Wagen waren sie noch mit der Kunze-Knorr-Bremse ausgestattet.

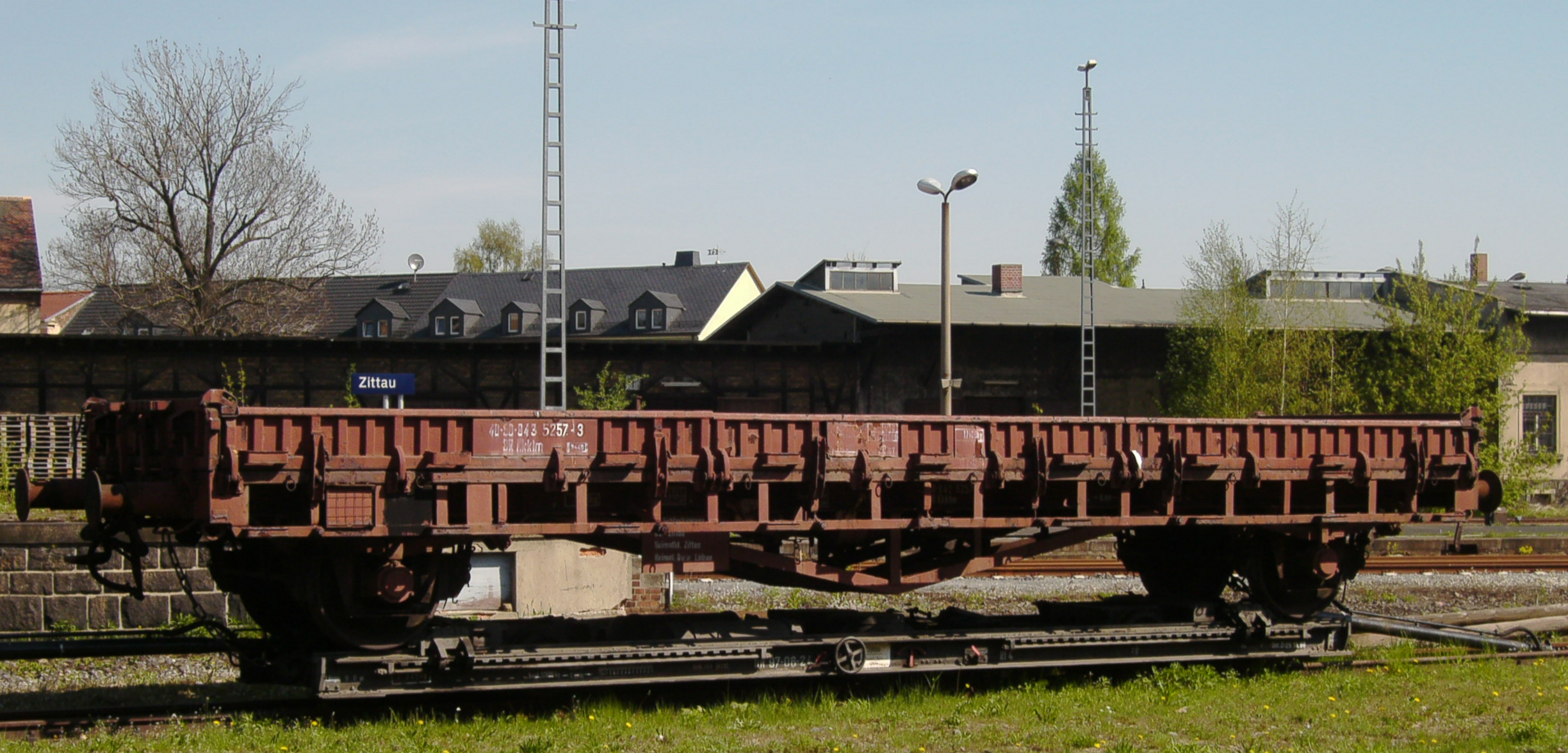
Rms Stuttgart mit 8 m Achsstand, nach Entfernung der Rungen und Ablagekörbe zuletzt verwendet als Schlackewagen

#### Späte Bauform mit 8 m Achsstand: Rs Stuttgart
Dieser neu entwickelte, ab 1938 gebaute geschweißte Rungenwagen hatte einen von 7.000 mm auf 8.000 mm vergrößerten Achsstand. Sie waren mit einem räumlichen diagonalen Sprengwerk ausgestattet. Ihre stabile Konstruktion ermöglichte eine Höchstgeschwindigkeit von 90 km/h. Die übrigen konstruktiven Neuerungen waren auf die Bedürfnisse der Wehrmacht ausgerichtet; so dienten beispielsweise die komplett aus Stahl gefertigten Bordwände an den Stirnseiten gleichzeitig als Überfahrrampe. Wie schon bei dem 1934 gebauten Schienenwagen der Wagengattung „SSla Köln“ (s. u.), wurde zugunsten eines umklappbaren Bremserstandes auf das Bremserhaus verzichtet. Aus strategischen Gründen wurde das Nebengattungszeichen r zunächst nicht an die eigentlich breitspurtauglichen Wagen angeschrieben, da die Wagen das Reichsgebiet nicht verlassen sollten. Das anfängliche Ladegewicht von 15 t wurde 1943 auf 20 t erhöht und deshalb das Nebengattungszeichen m ergänzt. Fast 24.000 dieser soliden Fahrzeuge wurden bis 1943 in verschiedenen Waggonfabriken gebaut. Zur DB AG kamen 1994 noch mehr als 1000 Exemplare, die bis Ende 1997 ausgemustert wurden.

#### Kriegsbauart: Rmms Ulm
Der mit 22 Rungen ausgestattete Wagen hatte ein Ladegewicht von 24,5 t, einen Achsstand von 8000 mm und ein Sprengwerk. Die Länge über Puffer betrug 12.000 mm (ohne Handbremse). Die Seiten- und Stirnwände konnten so umgeklappt werden, dass ein Befahren über diese möglich war; über die umgeklappten Stirnwände war auch ein Überfahren von einem auf den anderen Rungenwagen möglich. Das Eigengewicht konnte auf 10,9 t (mit Handbremse) vermindert werden. Von 1942 bis Kriegsende wurden 12.547 Exemplare fast ausschließlich bei der WUMAG in Görlitz produziert. Dieser Betrieb lieferte 1948 nochmals 40 Exemplare an die Deutsche Reichsbahn in der sowjetischen Besatzungszone.
Bei der DR waren in den 1960er Jahren Leitungswagen, Wagen mit Hand- und Druckluftbremse und Wagen, die nur Druckluftbremse besitzen, im Verhältnis 1:3:5 vorhanden. Da bei der DB keine Leitungswagen dokumentiert sind, kann davon ausgegangen werden, dass die Leitungswagen der Görlitzer Nachkriegsproduktion entstammen.

### Zweiachsige Schienenwagen: S Augsburg
Bereits 1892 hatten die Eisenbahnschienen in Preußen eine Länge von 15 m erreicht. Die zweiachsigen „Schienenwagen“ mit ihrer Ladelänge von etwa 13 m (genau: 12988 mm) waren demzufolge nicht für den Schienentransport, wohl aber für die Beförderung anderer Walzprofile geeignet. Den Bauarten ab 1914 gemeinsam war der Achsstand von 8 m sowie das Vorhandensein von kurzen stählernen Rungen und aushebbaren Stirnborden. Der ab 1914 gebaute Wagen der Verbandsbauart A11 hatte 150 mm hohe Ladeschwellen, welche den Wagenboden um 94 mm überragten. Ab 1936 reduzierte man deren Höhe auf 120 mm bzw. 64 mm über Wagenboden, um auch das (ursprünglich nicht vorgesehene) Verladen von Fahrzeugen zu ermöglichen. Die Fertigung der geschweißten Bauarten war im Vergleich zum Rungenwagen Rs Stuttgart (s. o.) zu aufwendig, so dass die Produktion zweiachsiger Schienenwagen zu Gunsten der Rungenwagen eingestellt wurde.
| Wagentyp                  | Gattungs- zeichen | Gattungsbezirk | Lade- gewicht | Bauart         | Erstes Baujahr | Gattungszeichen u. Bauartnummer der DB | Gattungszeichen u. Gattungsnummer der DR | Bemerkungen                   |
| ------------------------- | ----------------- | -------------- | ------------- | -------------- | -------------- | -------------------------------------- | ---------------------------------------- | ----------------------------- |
| Zweiachsige Schienenwagen | S                 | Augsburg       | 15 t          | Verbandsbauart | 1914           | S(m) 14                                | S 64                                     |                               |
| Zweiachsige Schienenwagen | Sm                | Augsburg       | 20 t          | Austauschbau   | 1927           | Sm 24                                  | Sm 64                                    | 195 Stück                     |
| Zweiachsige Schienenwagen | Sm                | Augsburg       | 20 t          | geschweißt     | 1937           | Sm 34                                  | Sm 64                                    | 502 Stück                     |
| Zweiachsige Schienenwagen | Smr               | Augsburg       | 20 t          | geschweißt     | 1939           | Smr 35                                 | –                                        | 20 Stück mit Fischbauchträger |
| Zweiachsige Schienenwagen | Sm                | Augsburg       | 20 t          | geschweißt     | 1942           | –                                      | –                                        | nur zwei Versuchswagen        |

### Vierachsige Schienenwagen: SS Köln
Zu Zeiten des Deutschen Staatsbahnwagenverbands waren angesichts der gängigen Schienenlänge von 15 m die Schienenwagen nach Musterblatt A3 mit 15 m Ladelänge weit verbreitet, während Waggons mit 18 m Ladelänge noch als Sonderbauart galten. Die genieteten Schienenwagen der Austauschbauart hatten bereits einheitlich eine Ladelänge von 18 m. Ihre auffälligste Neuerung war jedoch der Fischbauchträger. Alle vierachsigen Schienenwagen bis zur Austauschbauart hatten ein Bremserhaus.
Der geschweißte vierachsige Schienenwagen der Wagengattung SSla Köln erhielt statt eines Bremserhauses einen offenen Bremserstand mit umklappbarem Bühnengeländer (Nebengattungszeichen a), um den Transport von langen Gegenständen über das Kopfende hinaus zu ermöglichen. Abgesehen von den durch die Schweißtechnik bedingten konstruktiven Änderungen entsprach er dem genieteten Vorgänger. Ab 1939 fand wegen des Rohstoffmangels Stahl St37 Verwendung, was eine Umkonstruktion des Wagenuntergestells erforderlich machte. Dieser weniger feste Stahl führte dazu, dass der Wagen mit 4 statt 3 Querträgern und dementsprechend 8 statt 7 Seitenrungen ausgerüstet werden musste. Außerdem wurde bei diesem Wagen auf den Drehkranz verzichtet.
Führend beim Bau der vierachsigen Schienenwagen war die Firma Linke-Hofmann in Breslau. Die Fertigung für die deutschen Bahnen endete deshalb mit Ende des Zweiten Weltkrieges.
| Wagentyp                  | Gattungs- zeichen | Gattungsbezirk | Lade- gewicht | Bauart            | Erstes Baujahr | Gattungszeichen u. Bauartnummer der DB | Gattungszeichen u. Gattungsnummer der DR | Bemerkungen               |
| ------------------------- | ----------------- | -------------- | ------------- | ----------------- | -------------- | -------------------------------------- | ---------------------------------------- | ------------------------- |
| Vierachsige Schienenwagen | SS                | Köln           | 35 t          | Verbandsbauart    | 1913           | SS 15                                  | SS 65                                    | 15 m Ladelänge, 12 Rungen |
| Vierachsige Schienenwagen | SSl               | Köln           | 38 t          | Sonderbauart      | 1912           | SSlm 16                                | SSl 65                                   | 18 m Ladelänge, 14 Rungen |
| Vierachsige Schienenwagen | SSl               | Köln           | 40 t          | Austauschbau      | 1928           | SSlm 25                                | SSl 65                                   | 18 m Ladelänge, 14 Rungen |
| Vierachsige Schienenwagen | SSla              | Köln           | 40 t          | geschweißt (St52) | 1934           | SSlma 44                               | SSla 65                                  | 18 m Ladelänge, 14 Rungen |
| Vierachsige Schienenwagen | SSla              | Köln           | 40 t          | geschweißt (St37) | 1939           | SSlma 44                               | SSla 65                                  | 18 m Ladelänge, 16 Rungen |

### Drehschemelwagen: H Regensburg
| Wagentyp           | Gattungs- zeichen | Gattungsbezirk | Lade- gewicht | Bauart         | Erstes Baujahr | Gattungszeichen u. Bauartnummer der DB | Gattungszeichen u. Gattungsnummer der DR | Bemerkungen            |
| ------------------ | ----------------- | -------------- | ------------- | -------------- | -------------- | -------------------------------------- | ---------------------------------------- | ---------------------- |
| Drehschemel- wagen | H                 | Regensburg     | 15 t          | Verbandsbauart | 1913           | H 10                                   | H 68                                     |                        |
| Drehschemel- wagen | H                 | Regensburg     | 15 t          | Austauschbau   | 1925           | H 20                                   | H 68                                     |                        |
| Drehschemel- wagen | Hm                | Regensburg     | 20 t          | geschweißt     | 1943           | H 18                                   | –                                        | nur zwei Versuchswagen |

## Güterwagen der Sonderbauarten

### Vierachsige gedeckte Güterwagen

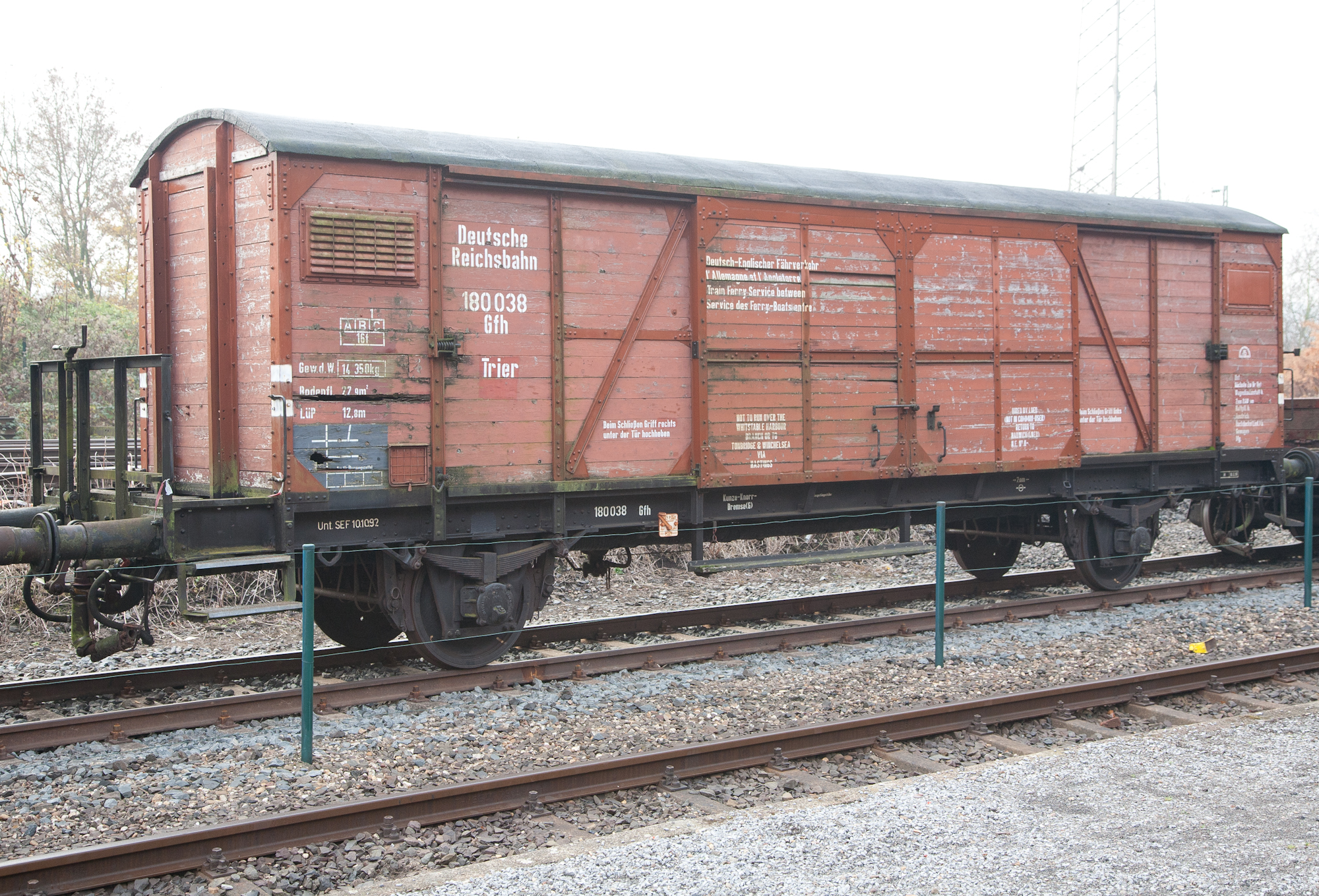
Fährbootwagen der Austauschbauart, Gattungsbezirk Trier

Im Jahre 1934 wurden vierachsige gedeckte Güterwagen (GGhs Dresden) für den Eilgutverkehr beschafft, die mit 41,7 m² eine Ladefläche aufwiesen, die deutlich größer war als jene der zweiachsigen Gl-Wagen. Die GGhs liefen auf Drehgestellen Görlitzer Bauart und waren für eine Höchstgeschwindigkeit von 120 km/h zugelassen. Da sie jedoch in Bau und Unterhalt unverhältnismäßig aufwändig waren – bei einem Eigengewicht von 22.550 kg betrug das zulässige Ladegewicht wie bei den Zweiachsern nur 15 t – blieb es bei einer Probeserie von drei Wagen.
Für die Olympischen Sommerspiele 1936 wurden ergänzend zu den von der Preußischen Staatsbahn übernommenen Stallungswagen fünf spezielle Transportwagen für Reit- und Rennpferde (GGvwehs Dresden) gebaut. Die mit einer LüP von 11.940 mm vergleichsweise kurzen Wagen besaßen Drehgestelle der Bauart Görlitz und boten Platz für vier Pferde und deren Begleiter.

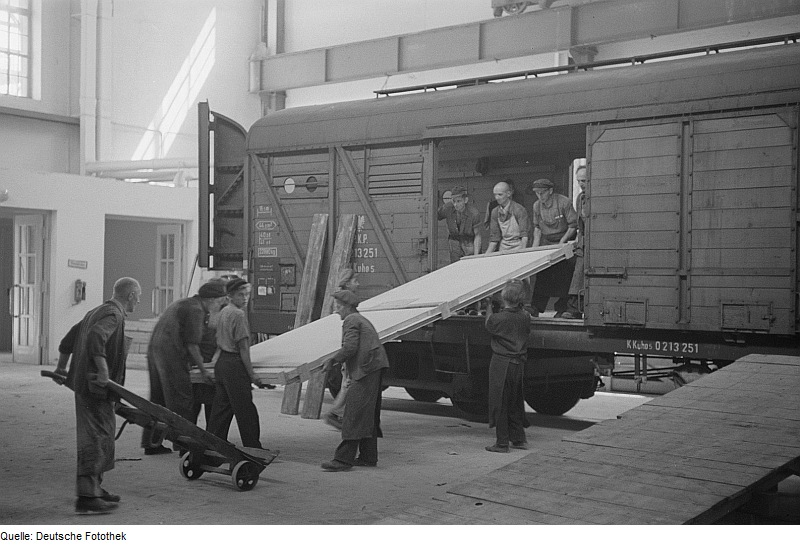
Entladearbeiten an einem nach 1945 an die PKP übergegangenen Güterwagen GGths Bromberg

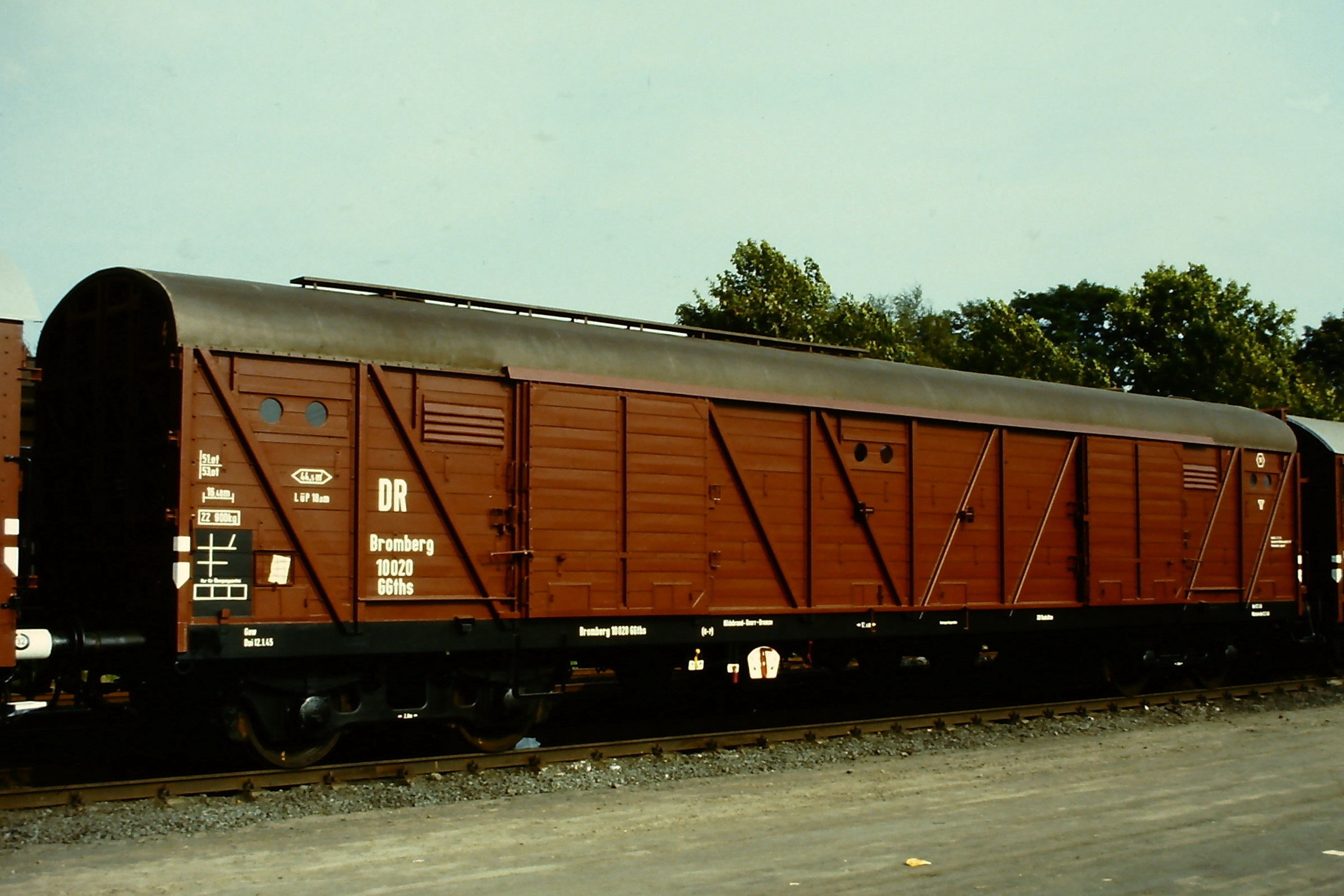
GGths 10 020

Ab 1942 entstanden vier Versuchswagen und eine kleine Serie großräumiger Güterwagen für 51 t Ladegewicht. Sie hatten eine Ladelänge von 16.620 mm, ein Eigengewicht von 21,8 t und eine Länge über Puffer von 18.000 mm. Sie waren mit einer Dampfheizleitung ausgestattet und als Schnellgüterwagen für eine Geschwindigkeit von 120 km/h zugelassen. Da kein großer Bedarf bestand, entstanden nur 75 Stück für den Fahrzeugtransport geeignete Serienwagen der Gattung GGths mit Stirntüren und zwei Stück der Gattung GGhs ohne Stirntüren. Für diese Wagen wurde eigens der Gattungsbezirk Bromberg geschaffen
| Wagentyp                        | Gattungs- zeichen | Gattungsbezirk | Lade- gewicht | Bauart     | Erstes Baujahr | Gattungszeichen u. Bauartnummer der DB | Gattungszeichen u. Gattungsnummer der DR | Bemerkungen                       |
| ------------------------------- | ----------------- | -------------- | ------------- | ---------- | -------------- | -------------------------------------- | ---------------------------------------- | --------------------------------- |
| Vierachsige gedeckte Güterwagen | GGhs              | Dresden        | 15 t          | geschweißt | 1934           | GGhs 41                                | GGhs 15                                  |                                   |
| Vierachsige gedeckte Güterwagen | GG(t)hs           | Bromberg       | 15 t          | geschweißt | 1942           | GGhs 42 GGths 43                       | GG(t)hs 15                               | Varianten mit und ohne Stirntüren |
| Vierachsiger Stallungswagen     | GGvwehs           | Dresden        | 3,5 t         | geschweißt | 1935           | GGvwehs 44                             | GGvwehs 15                               |                                   |

### Gedeckte und offene Fährbootwagen
1924 wurde das Trajekt Zeebrugge–Harwich als erste Eisenbahnfährlinie über den Ärmelkanal eingerichtet. Um einen direkten Güterverkehr zwischen Deutschland und Großbritannien zu ermöglichen, stellte die Deutsche Reichsbahn nach ihrem Beitritt zum belgisch-englischen Fährvertrag 1925 eigene Güterwagen für den Fährbootverkehr ein.
Bis 1934 entstanden 300 gedeckte Güterwagen (Gfh) und 40 Rungenwagen (Rfh). Die beiden genieteten Wagentypen entsprachen konstruktiv den Austauschbauwagen, mussten aber dem kleineren englischen Lichtraumprofil genügen. Gfh- und Rfh-Wagen besaßen daher bei gleicher Länge über Puffer (12.800 mm) wie die Gl- und R-Wagen (s. o.) der Austauschbauart bedingt durch den schmaleren Wagenkasten eine um etwa ein Viertel kleinere Ladefläche von 22,9 bzw. 22,5 m². Neben der Kunze-Knorr-Bremse und der Handbremse verfügten die Wagen zusätzlich über eine Saugluftleitung für die in England übliche Vakuumbremse und die dort vorgeschriebene Handhebel-Rangierbremse. Da durch die geringere Wagenbreite die Bewegungsfreiheit im Wageninnenraum eingeschränkt war, erhielten die gedeckten Wagen beidseitig zwei gegenläufige Schiebetüren, die eine Beladeöffnung von 4,1 m Breite freigaben.
Versuchsweise wurden 1940 weitere vier gedeckte Fährbootwagen (Gfhs) in geschweißter Bauart beschafft, die die gleichen Hauptabmessungen wie die genieteten Wagen aufwiesen, aber ebenso wie die zeitgenössischen G-Wagen für 90 km/h Höchstgeschwindigkeit zugelassen waren. 1942 folgten zwei geschweißte Fährboot-Rungenwagen (Rfhs), die anstelle des bisher üblichen Bremserhauses ein absenkbares Bühnengeländer besaßen und deren Achsstand auf 8 m verlängert war. Gemeinsames Merkmal der geschweißten Versuchswagen waren außen, in einer Ebene mit der Seitenwand liegende Langträger. Im Unterschied zu ihren genieteten Vorgängern waren sie mit der Hildebrand-Knorr-Bremse und der Hardy-Luftsaugebremse ausgestattet. Zum Serienbau dieser Wagen kam es wegen des Zweiten Weltkriegs nicht mehr.
Für die Fährbootwagen war ursprünglich der Gattungsbezirk Trier eingerichtet worden, der 1935 mit der Rückkehr des Saargebiets zum Deutschen Reich in „Saarbrücken“ umbenannt wurde. Das in den Gattungszeichen für Fährbootwagen stehende Nebengattungszeichen „f“ wurde 1943 durch „b“ ersetzt.
| Wagentyp               | Gattungs- zeichen  | Gattungsbezirk             | Lade- gewicht | Bauart       | Erstes Baujahr | Gattungszeichen u. Bauartnummer der DB | Gattungszeichen u. Gattungsnummer der DR |
| ---------------------- | ------------------ | -------------------------- | ------------- | ------------ | -------------- | -------------------------------------- | ---------------------------------------- |
| Gedeckte Fährbootwagen | Gfh ab 1943: Gbh   | Trier ab 1935: Saarbrücken | 15 t          | Austauschbau | 1927           | Gbh 21                                 | Gbh 03                                   |
| Gedeckte Fährbootwagen | Gfhs ab 1943: Gbhs | Saarbrücken                | 15 t          | geschweißt   | 1940           | GmbHs 32                               | –                                        |
| Fährboot-Rungenwagen   | Rfh ab 1943: Rbh   | Trier ab 1935: Saarbrücken | 15 t          | Austauschbau | 1928           | Rbh 21                                 | Rbh 62                                   |
| Fährboot-Rungenwagen   | Rfhs ab 1943: Rbhs | Saarbrücken                | 15 t          | geschweißt   | 1942           | Rbmhs 32                               | –                                        |

### Kühlwagen

#### Genietete Bauarten und deren Vorläufer
Bis zum Beginn des 20. Jahrhunderts verfügten die deutschen Bahnen ausschließlich über Wärmeschutzwagen, die zwar isoliert waren, aber über keine Kühleinrichtung verfügten und vorrangig dem Transport von Milch und Milchprodukten dienten. Damit konnten Temperaturen zwischen +4 und +16 °C gehalten werden. Ab der Jahrhundertwende erhielten neugebaute Kühlwagen zunehmend Eiswannen oder -bunker, die trotz schlechter Isoliereigenschaften den Transport von Seefischen und in Ausnahmefällen von Fleisch ermöglichten. Eine Vereinheitlichung als Verbandswagen fand aber nicht statt. Die Deutsche Reichsbahn übernahm bei ihrer Gründung etwa 1500 Wärmeschutz- und Kühlwagen verschiedenster Bauarten.
Nach zwei Versuchswagen der Waggonfabriken Wismar und Uerdingen begann 1922 (und damit noch nicht im Austauschbau) die Serienherstellung zweiachsiger Kühlwagen mit zeitgemäßer Isolierung und Eiskühlung. Diese Technik garantierte Temperaturen zwischen −18 °C und +4 °C, womit die Waggons im Gegensatz zu den Wärmeschutzwagen auch für den längerdauernden Transport von Seefisch und Gefrierfleisch geeignet waren. Bis 1926 wurden einschließlich der Versuchswagen 175 Wagen der Bauart Uerdingen und 405 Wagen der Bauart Wismar gebaut, wobei sich die einzelnen Lieferserien in den Hauptabmessungen und der Ausstattung geringfügig unterschieden.
Darüber hinaus beschaffte die Gruppenverwaltung Bayern der DRG zwischen 1930/31 von MAN 28 kurze Bierwagen, die auf dem Untergestell des Gr Kassel aufgebaut waren, und 16 weitere, für den Transport von Milch und Bananen bestimmte Kühlwagen nach einer Konstruktion der Waggonfabrik Wismar.

#### Geschweißte Bier-, Fleisch- und Seefischkühlwagen
Ab 1936 entstanden, entwickelt vom Reichsbahnzentralamt München in Zusammenarbeit mit der Waggonfabrik Rathgeber, in geschweißter Bauart und mit deutlich geänderter Wagenkastenform etwa 3150 Kühlwagen, die je nach Ausstattung dem Transport von Bier, Seefisch oder Fleisch dienten. Sie hatten einen einheitlichen Achsstand von 7.000 mm und waren schnelllauffähig. Die Gattungsbezeichnung lautete zunächst unabhängig vom jeweiligen Verwendungszweck Gkhs Berlin. 1943 wurden sie zu Tnohs (Bierkühlwagen), Tnhs (Fleischkühlwagen) und Tnfhs (Seefischkühlwagen) umgezeichnet.

#### Behelfskühlwagen auf Basis des Gls Dresden
Auf der Basis des Gls-Wagens mit 7-lagigen und 1400 mm langen Blattfedern (s. o.) wurden 1942 etwa 200 geschweißte Kühlwagen gebaut, die für den Biertransport genutzt wurden. Sie waren nicht geeignet für Gefriergut und ohne Fleischhaken, mit Dampfheizleitung und für 90 km/h zugelassen. In ihrer Gattungsbezeichnung Tnohs steht das Nebenzeichen „n“ steht für „nicht für Gefriergut geeignet“ und „o“ für „ohne Fleischhaken“. Bei der DB wurden diese Wagen später mit der Bauartnummer 39 geführt.
Weitere Wagen mit der Bezeichnung Tnfhs waren für den Transport von Seefischen bestimmt. Wie alle Seefisch-Kühlwagen erhielten sie auch keine Dach-Lüfter und keine Fleischhaken. Das Nebenzeichen „f“ steht für „nur Seefische“.

#### Zwei- und vierachsige Universalkühlwagen

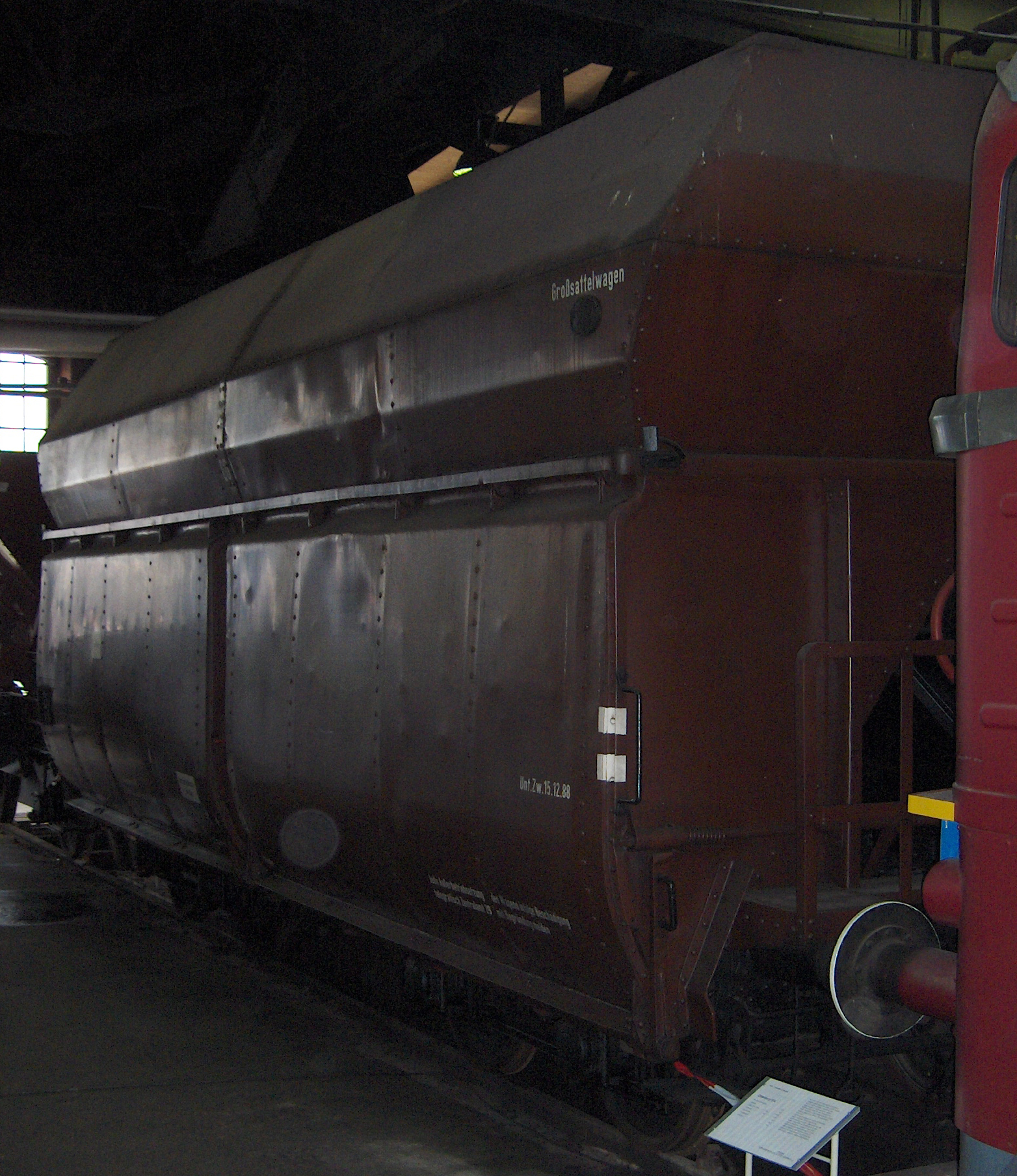
Großsattelwagen „Oldenburg 574“, gebaut 1928 von Orenstein & Koppel

Zur Vereinfachung des Kühlwageneinsatzes entstanden ab 1942/43 Universalkühlwagen mit getrennten Vorratsbehältern für Wasser- und Trockeneis, die für den Transport aller Kühlgüter mit Ausnahme von Seefischen geeignet waren.
Die grundsätzliche Bauart und die Abmessungen der zweiachsigen Universalkühlwagen T(e)hs Berlin entsprachen, abgesehen von kriegsbedingten konstruktiven Änderungen zur Arbeits- und Rohstoffeinsparung den ab 1936 gebauten geschweißten Fleischkühlwagen. Augenfälligster Unterschied war aber das Dach mit trapezförmigem Querschnitt, in dem drei querliegende Trockeneisbehälter eingebaut waren. Durch deren seitliche Ladeluken konnten auch die an den Wagenenden liegenden Wassereisbunker befüllt werden. Insgesamt wurden bis Kriegsende etwa 1700 zweiachsige Universalkühlwagen gebaut.
Nach den gleichen Konstruktionsprinzipien entstand auch der Prototyp eines auf zwei Drehgestellen laufenden vierachsigen Universalkühlwagens (TThs Berlin). Dieser Wagen besaß zwei unabhängige, getrennt voneinander kühlbare Laderäume. Dieser Wagen war für eine Höchstgeschwindigkeit von 120 km/h zugelassen. Dem Prototyp folgte erst 1948 eine von der Deutschen Reichsbahn in der Bizone beschaffte Serie von 21 Wagen.

### Offene und gedeckte Großgüterwagen: OOt Oldenburg
Der Kohle-, Koks- und Erztransport über weite Strecken konnte ab 1924 mit den aus offenen vierachsigen Sattelwagen der Gattungsbezeichnung OOt Oldenburg gebildeten Ganzzügen erheblich effizienter abgewickelt werden. Diese Wagen wurden zunächst mit Scharfenbergkupplungen ausgerüstet.
Ein Teil dieser Sattelwagen wurde zum Transport von nässeempfindlichen Koks oder gebranntem Kalk mit Klappdeckeln versehen und führte ab 1933 die Gattungsbezeichnung KKt, ebenso wie 50 speziell für den Transport von Getreide gebaute gedeckte Trichterwagen.

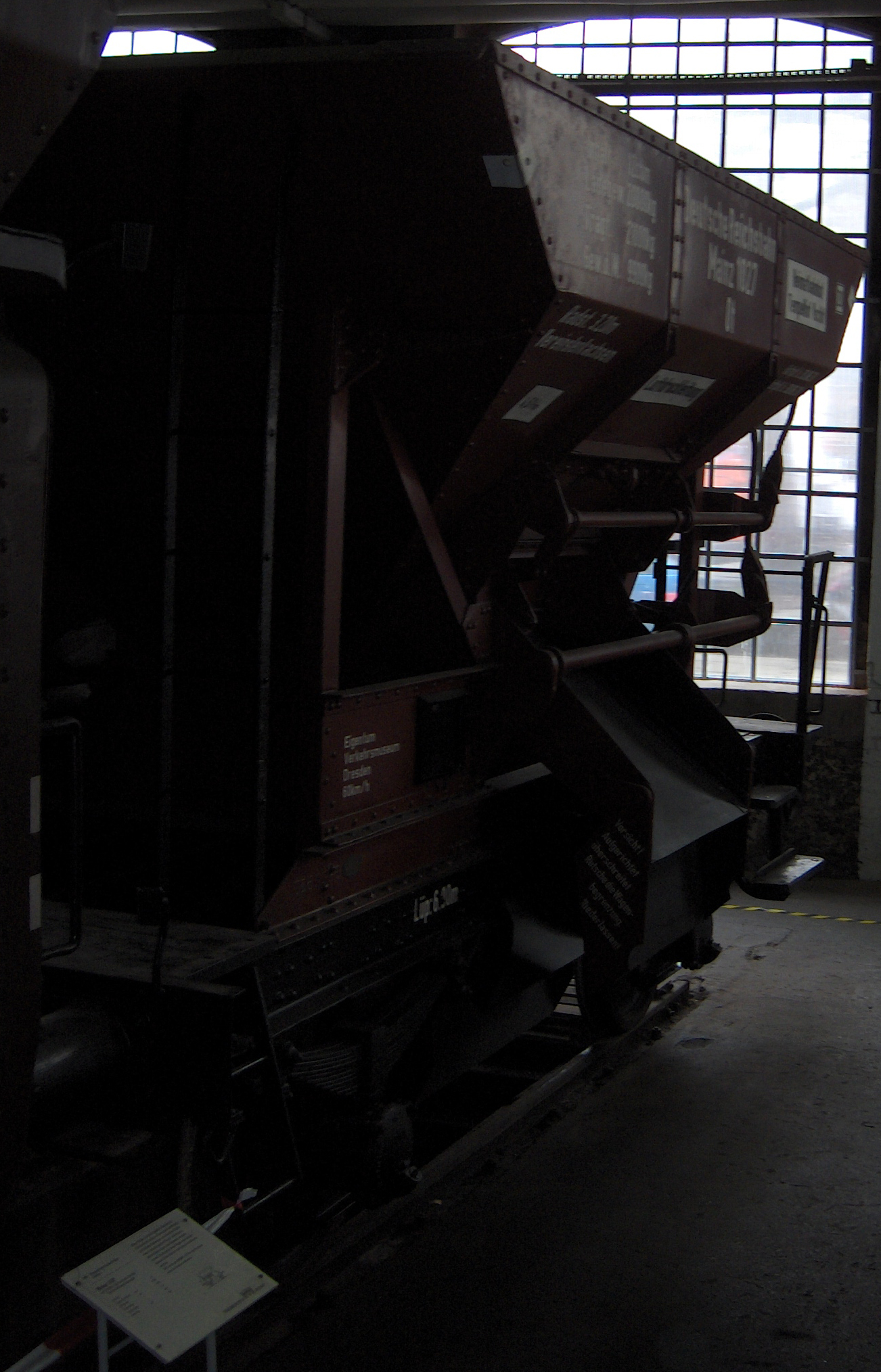
Talbot-Schotterwagen nach Skizze 370a, nach Grundsätzen des Austauschbaus gebaut ab 1928

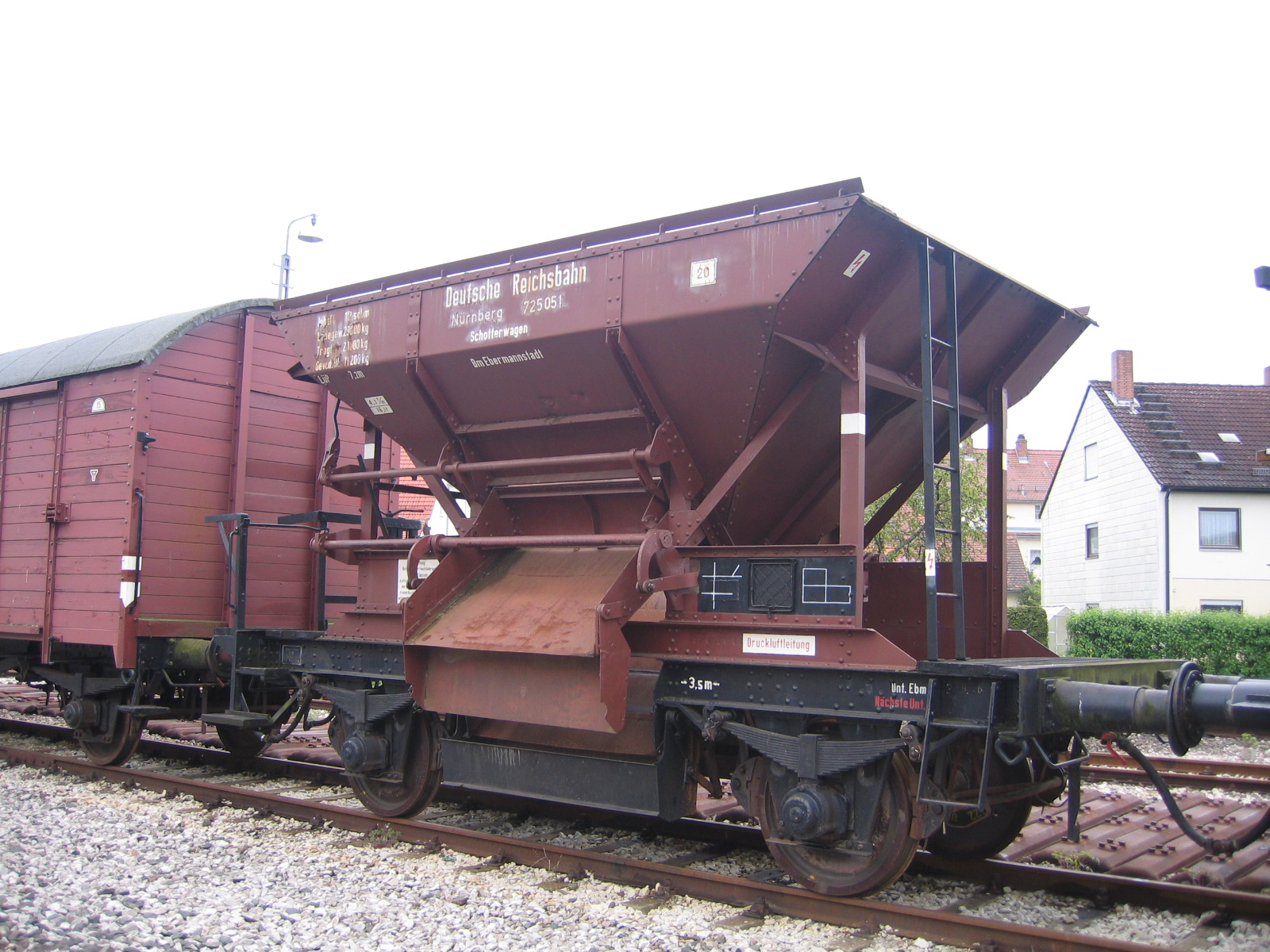
Talbot-Schotterwagen nach Skizze 371, gebaut ab 1938

### Trichterwagen: Ot Mainz

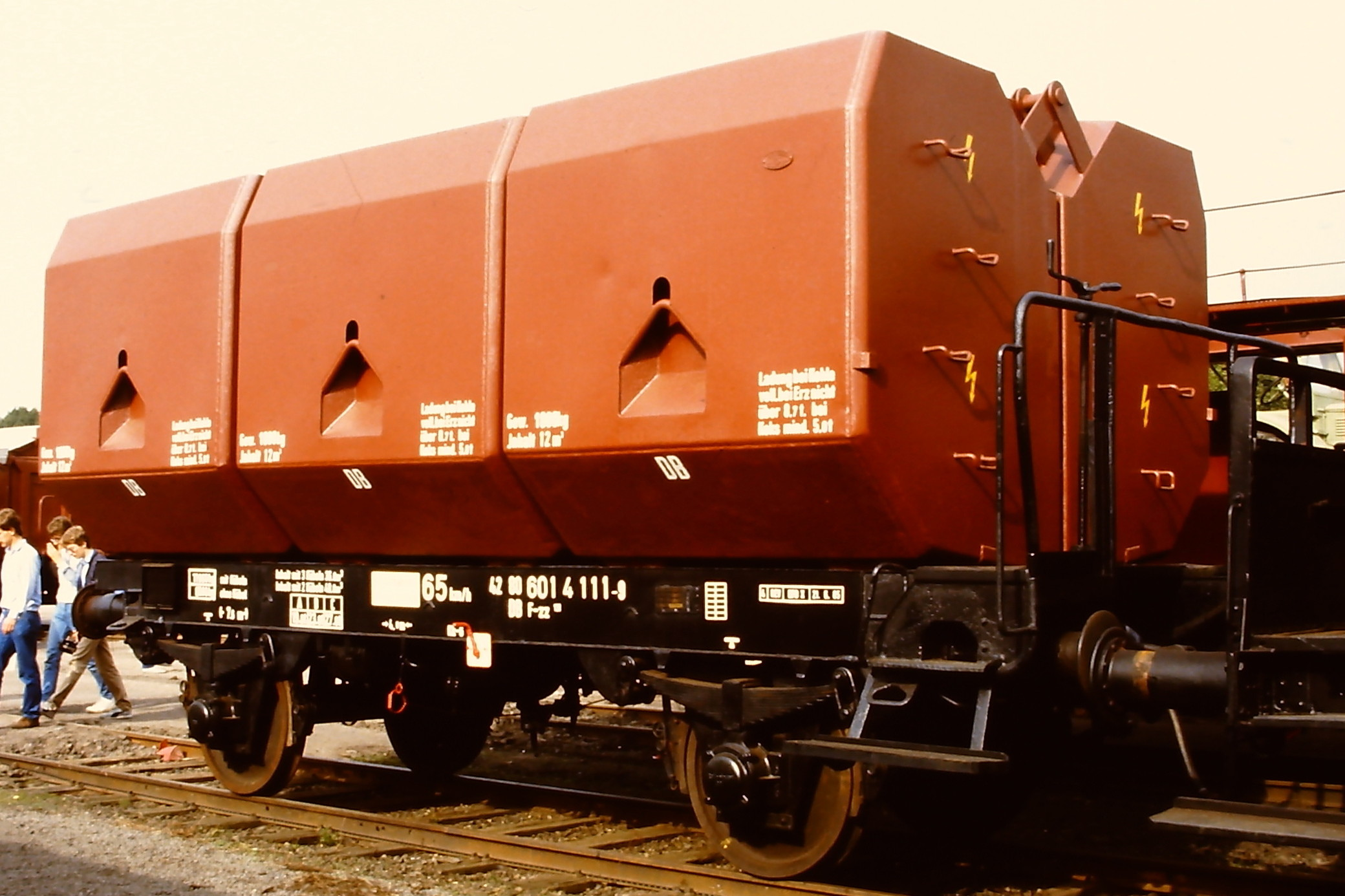
Kübelwaggon F-zz^{131}
(früher Ok Nürnberg/Okmm^{38})

Die bereits ab 1926 gebauten und als Dienstgüterwagen eingereihten Talbot-Schotterwagen (der Form nach sind es Trichterwagen mit dosierbarer Entladung) wurden ab 1928 in einer überarbeiteten Form nach den Grundsätzen des Austauschbaus in großer Stückzahl hergestellt. In den Folgejahren wurde die Konstruktion mehrfach überarbeitet.
Im Saargebiet waren seit der frühen Eisenbahnzeit Wagen mit trichterförmigem Laderaum und Bodenklappen zur schlagartigen gleichmittigen Entladung zum Kohletransport verwendet worden. Auch die Preußische Staatsbahn hatte um die Wende vom 19. zum 20. Jahrhundert diesen Wagentyp in Varianten zu 10 bzw. 12,5 t Ladegewicht in ihre Musterblattsammlung aufgenommen.
Als Nachfolgebauart dieser preußischen „Kohletrichterwagen“ beschaffte die Deutsche Reichsbahn im Jahre 1925 eine weitere Reihe solcher Wagen in zeitgemäßer, an die Verbandsbauart angelehnter Ausführung und mit auf 20 t erhöhtem Ladegewicht. Die von der Saarbrücker Waggonfabrik Lüttgens sowohl mit als auch ohne Handbremse gebauten Wagen besaßen neben den Bodenentladeöffnungen auf jeder Wagenseite zwei Seitenklappen. Ebenso wie bei ihren preußischen Vorgängern war bei den Wagen mit Handbremse die an das Bremserhaus anschließende Stirnwand senkrecht ausgeführt. Die Wagen führten die Gattungsbezeichnung Otm Mainz.
In Weiterentwicklung der 1925 gelieferten Wagen baute die Waggonfabrik Uerdingen 1930 eine weitere Serie von 30 Trichterwagen mit vergrößerten Hauptabmessungen und nunmehr 26,5 t Ladegewicht. Dieser Wagentyp (Otmm Mainz) wurde ausschließlich mit Handbremse ausgeführt.
Die ab 1943 gebauten Trichterwagen geschweißter Bauart (Gattungszeichen Otmm) hatten ein Ladegewicht 26,5 t, Bodenklappen und diagonal versetzte Klappen in den Wänden.

### Kübelwagen: Ok Nürnberg
Für den Transport von Kohle und Koks von den Binnenhäfen zu den Hütten im Ruhrgebiet wurden 1933 spezielle Kübelwagen entwickelt.

### Schwerlastwagen: SSy Köln
Informationen finden sich im Artikel Flachwagen.

### Tiefladewagen: St Augsburg/SSt Köln
In kleinen Serien oder als Einzelexemplare wurden Tiefladewagen mit verschiedensten Größen und Ladegewichten gebaut.

### Privatgüterwagen
Es existierte eine große Vielfalt an Privatgüterwagen, z. B. Bassinwagen für lebende Fische, Bier- und Weinwagen, heizbare Früchtetransportwagen, Staubgutwagen, Kesselwagen und Topfwagen, für die soweit möglich Baugruppen der bahneigenen Regelgüterwagen Verwendung fanden.
Zahlenmäßig am bedeutendsten waren die Kesselwagen, welche von den Firmen in großer Vielfalt eingestellt wurden. In den 1930er Jahren erfolgte auch hier der Übergang zu Schweißtechnik, verbunden mit einem von 4,00 m auf 4,50 m vergrößerten Achsstand.
Während der Kriegszeit traten die in großer Stückzahl von staatsnahen Tarnbetrieben beschafften Mineralölkesselwagen in den Vordergrund. Sowohl beim zweiachsigen als auch beim vierachsigen Kesselwagen gab es zwei verschiedene Konstruktionen:
- Bauart Uerdingen, mit durchgehenden Blechlangträger und Rahmenlangträgern unter dem Kessel, sowie
- Bauart Deutz, der Kessel selbst ist ein tragendes Teil des Wagens, bei dem zwischen den Drehgestellen außer der Bremsanlage nichts weiter montiert wurde.

## Drehgestelle
Die Entwicklung der Drehgestelle war ebenso von den Kriegsauswirkungen betroffen wie auch andere Bereiche. So wurden bspw. die ersten neuen Drehgestelle der geschweißten Pressblech-Bauart 1940 bei Westwaggon in Köln-Deutz gebaut; mit 2,0 m Achsstand für den vierachsigen Schienenwagen SSla (s. o.) sowie für verschiedene Kesselwagen und mit 1,8 m Achsstand für den Schwerlastwagen SSy.
Ab 1943 wurden diese Bauart vereinfacht und als Drehgestelle in Kriegsbauart in einer Stückzahl von über 35.000 Stück hergestellt, diese wurden unter anderem für Flachwagen, Kesselwagen und Wannentender verwendet.

## Anstrich und Bezeichnung
Anfangs wurden die Aufbauten der meisten Güterwagen in der schon vom Deutschen Staatswagenverband verwendeten rotbraunen, auf Eisenoxid basierenden, Farbe lackiert. Über den genauen Farbton herrscht Uneinigkeit, viele zeitgenössische Quellen sprechen aber davon, dass er eher rot als braun erschien. Wolfgang Diener nennt in Anstrich und Bezeichnung von Güterwagen hierfür RAL 13, welches später als RAL 8013 bezeichnet wurde, aber im aktuellen RAL-Farbkatalog nicht mehr enthalten ist. Nach der gleichen Quelle wurde 1935 die Farbe in rotbraun entsprechend RAL 8012 geändert, wodurch die Güterwagen, vor allem im Vergleich zum vorigen Farbton, mehr braun als rot erschienen. Das Untergestell hatte einheitlich schwarze Farbe. Ab Dezember 1941 wurden die eisernen Dächer in schwarzbrauner Farbe gestrichen und nicht mehr in grün-grau (RAL 7009).
Wie schon bei den Länderbahnen erhielten alle Güterwagen die Wagennummer und die Gattungsbezeichnung angeschrieben. Die Deutsche Reichsbahn fasste seit 1921 alle Güterwagen mit gleichen oder ähnlichen Verwendungsmöglichkeiten in Gattungsbezirken zusammen, diese erhielten den Namen einer Reichsbahndirektion. Fast alle Güterwagen der Deutschen Reichsbahn wurden ab zirka 1942 mit dem Schriftzug „DR“ gekennzeichnet – siehe hierzu Wagenkennzeichnung ab 1937.